# AKINO (歌手)

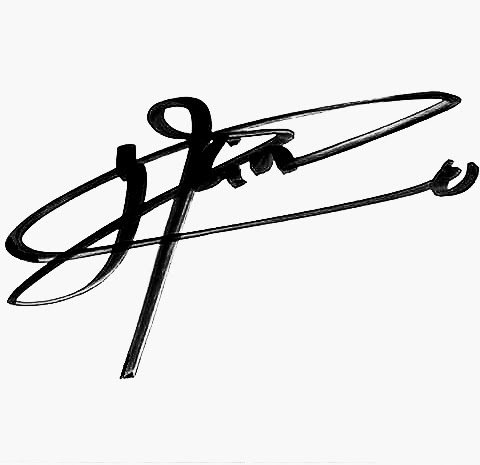
AKINOの直筆サイン

AKINO（アキノ、1989年〈平成元年〉12月31日 - ）は、日本の女性歌手、ファッションデザイナー、ボイストレーナー。兄妹バイリンガル音楽ユニット・bless4（ブレスフォー）のメンバー（次女）。アメリカ合衆国ユタ州出身。沖縄県育ち。本名は川満 シンディ 愛希信（かわみつ シンディ あきの）。所属事務所は川満アート・テイメント。所属レーベルはFlyingDog。

## 来歴
出生はアメリカ合衆国で日本人の両親を持つ。アメリカ在住時代は多国籍のメンバーで構成されたパフォーマンス集団『フライング・ドラゴン』を結成（現：bless4メンバー全員を含む）。全米各地のイベントに出演するようになる。
1997年11月、一家が沖縄県へ移住。沖縄を中心に『飛龍（ひりゅう）インターナショナル』（bless4の旧名）名義でチャリティーイベント等に出演。1999年 - 2001年まで『ストップ・エイズ』イメージキャラクターとしてメンバーと活動する。

### メジャーデビュー
2003年
- 5月7日、bless4としてシングル「Good Morning! Mr.Sunshine」でBMG JAPANよりメジャーデビュー[7]。以降のbless4としての活動はそちらの項を参照。

### ソロデビュー
2005年
- 菅野よう子のプロデュースの下、河森正治原作のテレビ東京系アニメ『創聖のアクエリオン』のOP主題歌（作詞︰岩里祐穂）を担当。4月27日に1stシングル「創聖のアクエリオン」[8]でビクターエンタテインメントより15歳でソロデビューを果たす。現在このシングルCDの売り上げは25万枚を突破、音楽配信数は300万DLを超え[9]、ミリオン（シングルトラック、日本レコード協会）認定を獲得する自身の代表作となっている[10]。
- 8月24日、同じくテレビアニメ『創聖のアクエリオン』の後期OPテーマに採用された2ndシングル「Go Tight!」[11]を発表。
- 1stシングル「創聖のアクエリオン」が、第10回『アニメーション神戸賞』主題歌賞2位にノミネートされる。

2007年
- 5月25日発売、OVA『創星のアクエリオン -裏切りの翼-』のEDテーマ「素足」を担当。
- 11月7日、菅野よう子完全プロデュースとなる1stアルバム『Lost in Time』[12]を発表。12月14日には本作の発売を記念した『Premium Live 2007』が新宿FACEにて開催された[13]。
- 自身（bless4メンバー含む）のステージ衣装のデザイン、及び制作を開始する。

2008年
- 8月30日、Animelo Summer Live初出演[14]。

2009年

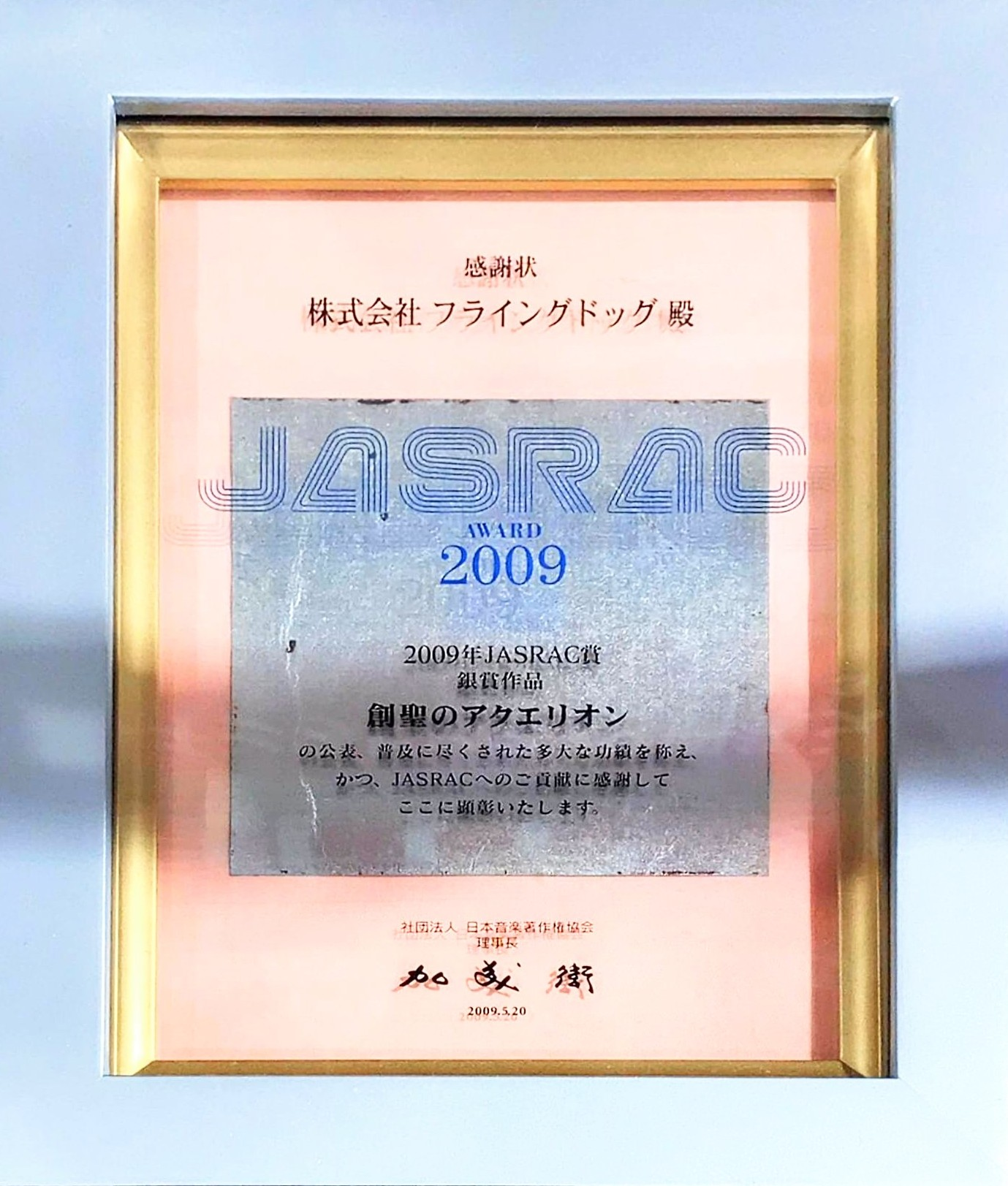
2008年度JASRAC：銀賞作品
「創聖のアクエリオン」感謝状

- 5月20日、1stシングル「創聖のアクエリオン」がJASRAC賞・銀賞を受賞[16][17]。
- 6月、個人名義でのブログを開始[注 1]。
- 8月19日、m.o.v.eとのコラボ楽曲「優しい傷」[注 2]を発表[18][19]。

2011年
- 4月17日、TBS系バラエティ番組『さんまのSUPERからくりTV』の「芸能人替え歌王決定戦」にAKINO from bless4名義でbless4メンバーと共に出演[20]。「創聖のアクエリオン」の替え歌を披露し、アニソンユニットチームとして3位を獲得した。
- 『鶴の恩返し』チャリティー基金をメンバーと共に立ち上げ[21]、東日本大震災復興支援に向けた被災地でのライヴ、ボランティア活動を行う[22]。

2012年
- 1月13日、日本BS放送にて放送された聖悠紀原作のコミックドラマ『超人ロック ニルヴァーナ』のテーマソング「The End begins」をAKINO with bless4名義で担当[23]。
- 2月15日、テレビ東京系アニメ『アクエリオンEVOL』のOP主題歌に採用された3rdシングル「君の神話〜アクエリオン第二章」[24]（c/w︰同アニメEDテーマ「月光シンフォニア」）をAKINO with bless4名義で発表。初動2.3万枚（計4.4万枚）を売り上げ、オリコン3位を獲得[25]。自身・グループ初となるオリコントップ3入りを果たす[26]。また、オリコン週間アニメシングルチャート／オリコン月間アニメシングルチャートではそれぞれ1位を獲得。Billboard Japan Hot 100で8位[27]、Billboard Japan Hot Animationでは2位を記録した[28]。
- 5月、『アクエリオンEVOL』の挿入歌として担当した「イヴの断片」がiTunes DLアニメ部門で1位を記録。同年、12月31日に開催されたアニソンイベント『アニソンキング』では同楽曲で神・挿入歌賞を受賞[29]。
- 5月、同じく『アクエリオンEVOL』の後期OPテーマとして担当した「パラドキシカルZOO」[30]がRIAJ有料音楽配信チャートで7位[31]、iTunes総合チャートで6位を記録。
- 6月12日、フジテレビ系バラエティ番組『ハモネプ☆スターリーグ』第1回芸能人限定大会に出演[32]。水木一郎らとユニット参加し優勝を獲得。
- 7月18日発売、Animelo Summer Live 2012 -INFINITY∞-のテーマソング「INFINITY 〜1000年の夢〜」に参加。
- 9月8日、自身初となるワンマンライヴ『～君の神話～』をAKINO with bless4名義で開催[33][34][35]。
- 12月11日、3rdシングル「君の神話〜アクエリオン第二章」が『mora』2012年・年間アニソンアルバムランキングで1位を受賞[36]。

2014年
- 3月、所属グループ・bless4と共に神奈川県麻生区にエンターテインメントアカデミー『アスレチック・ミュージック』を開校[37]。歌手活動と並行し、講師としても活動をはじめる。
- 4月26日、ニコニコ超パーティー初出演[38]。
- 10月22日、京都アニメーション制作『甘城ブリリアントパーク』のOPテーマに採用された4thシングル「エクストラ・マジック・アワー」[39]をAKINO with bless4名義でリリース。同楽曲はソロとしては初のミュージック・ビデオが制作される。また、2020年にはゴールド（シングルトラック、日本レコード協会）認定が発表され[40]、グループとしては初となる有料音楽配信認定楽曲となった。
- 11月20日発売、女性向け恋愛AVG『戦場の円舞曲』のOPテーマ「運命の前奏曲」を担当[41]。自身初のゲーム提供曲である。
- 12月20日、AKINO's Fashion Collection【AKI-コレ】初開催[42]。

2015年

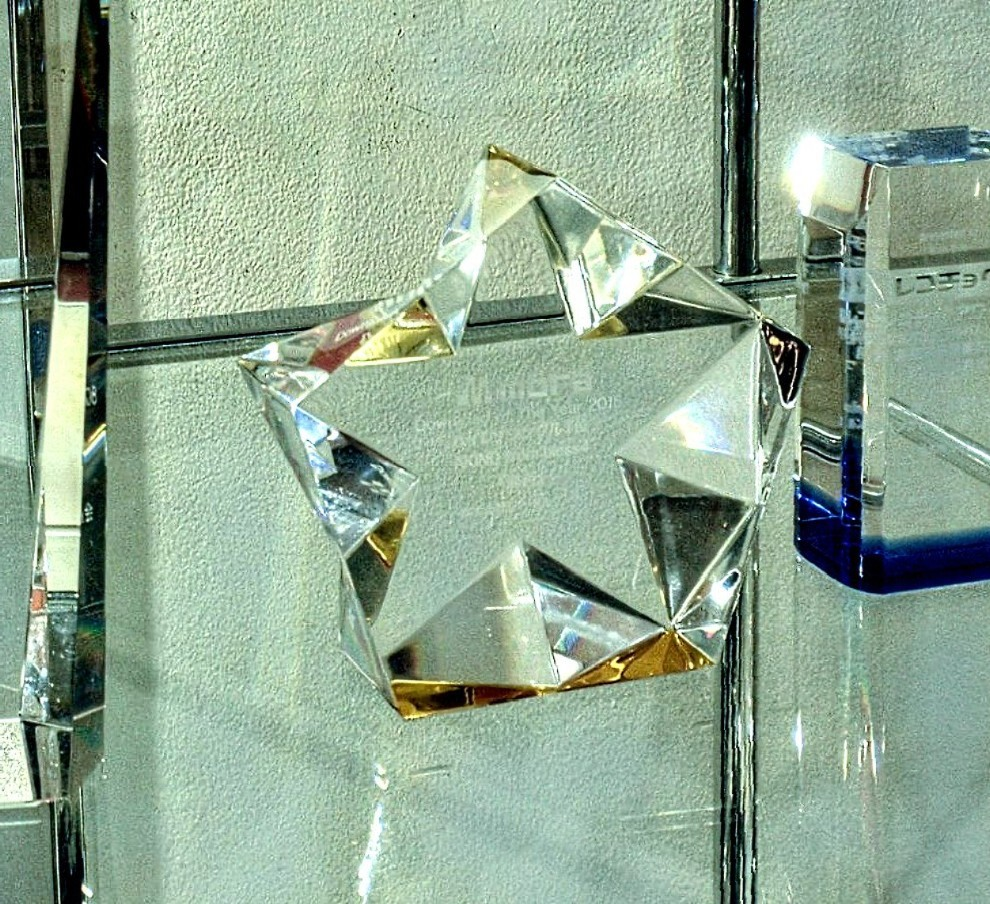
mora：2015年ハイレゾSg
「海色」受賞トロフィー

- 2月18日、テレビアニメ『艦隊これくしょん -艦これ-』のOPテーマに採用された5thシングル「海色」[43]をリリース。初動3.1万枚（計5.8万枚）を売り上げ、オリコン5位／デイリー2位を獲得[44][45]。また、Billboard Japan Hot 100では2位を[46]、Billboard Japan Hot Animation、iTunes総合チャートでそれぞれ1位を記録[47]。同年5月期においてゴールド（シングルトラック、日本レコード協会）認定が発表された他[48]、『FlyingDog』×『mora』2015年ランキングハイレゾシングルでは1位を受賞[49]。さらに『Amazonランキング大賞2015』デジタルミュージック総合部門では2位を獲得した[50]。
- 3月25日、自身のソロ活動10周年を記念して製作された2ndアルバム『Decennia』[51][52]をAKINO with bless4名義で発表。同タイトルの写真集「Decennia」も制作された[53]。
- 6月28日、アクエリオン10周年記念イベント『Project AQUARION 10th ANNIVERSARY「～渋公で叫べ“気持ちいぃ～”」』に登壇[54]。
- 7月、テレビアニメ『それが声優!』の劇中劇主題歌「愛と絶望のイデア」を歌唱[55]。作曲はテレビアニメ『新世紀エヴァンゲリオン』主題歌等を手掛けた大森俊之が担当した。
- 11月7日、ソロデビュー10周年記念ワンマンライヴ『Decennia』を開催[56][57][58]。このライヴはドキュメンタリー映画『Meet the Mormons2』The Entertainersにおいて紹介された[59]。

2017年
- 3月4日、bless4のシングル曲リリースイベントにて自身の結婚を発表[60]。

2019年
- 2月2日、FlyingDog10周年記念LIVE『ー犬フェス!ー』に参加[61]。
- 3月1日、 ソニー・ミュージックエンタテインメントのアニメソング人気投票キャンペーン『平成アニソン大賞』において、1stシングル「創聖のアクエリオン」が2000年 - 2009年・作詞賞の部門で受賞[62]。
- 4月20日、AKINO自らがボイストレーニングを指導するワークショップ「1日・アニソン歌手体験」を開催。同年、7月／10月／12月にも開催された[63]。
- 6月15日、河森正治40周年記念展『河森正治EXPO』へ祝福メッセージを寄稿[64]。また、1stシングル「創聖のアクエリオン」が告知プロモーションビデオBGMに使用された[65]。
- 10月30日、所属レーベル・FlyingDogより、実弟のAIKIがソロデビューを果たす。
- 11月8日、FlyingDogからリリースされた楽曲のストリーミング配信が解禁された[66]。
- 12月2日、個人名義でのX（旧：Twitter）を開設（@AKINO_bless4）。

2020年
- 4月27日、自身初となる配信ライヴ『AKINO 15th Anniversary Surprise Party』をbless4チャンネル[67]（YouTube）にて公開。この日に1stシングル発売から満15年を迎えた。
- 5月13日、テレビアニメ『八男って、それはないでしょう!』のEDテーマとして採用された新居昭乃とのコラボシングル「月明かりのMonologue」[68]を発表。
- 7月25日、ソロデビュー15周年を記念したオンラインコンサート『一万年と二千年前から愛してる』を開催（ZAIKO有料配信）。
- 10月23日、FlyingDogのYouTube公式チャンネルに公開されていた「海色 Music Video」が1,000万回再生を突破。
- 10月25日、テレビ東京系音楽番組『THEカラオケ★バトル』出演[69]。LiSAの「紅蓮華」を歌唱する。

2021年
- 2月13日配信、川満アート・テイメントYouTube公式チャンネル『KAT-TV』[70]内で行われたソロデビュー15周年企画「AKINO15全曲総選挙」[71]にて、1stシングル「創聖のアクエリオン」が1位を獲得[72]。
- 2月17日、「創聖のアクエリオン」初となるオフィシャルMVを公開[73][74][75][76]。
- 3月12日より配信スタート、短編ショートアニメ『どるふろ -癒し篇2-』において、AKINO with bless4名義で発表した「シラカバの光」、「What Am I Fighting For」が特別EDテーマとして採用された。
- 3月24日、自身初となるベストアルバム『your ears, our years』[77][78]を発表。配信版『your ears, our years - pretty edition -』[79]は、音楽配信サイトmoraで週間9位を記録した[80]。また、4月5日には本作の発売を記念した『15thアニバーサリーアルバム『your ears, our years』タワーレコード発売記念ミニライブ』がタワーレコードより配信された[81][82]。
- 4月14日、ソロデビュー15周年記念コンサート『you ears, our years』を開催[83][84][85][86][87][88][89]。
- 9月9日、TBS系バラエティ番組『ニンゲン観察バラエティ モニタリング』出演[90]。自身の代表作「創聖のアクエリオン」を番組内で歌唱後、X（旧：Twitter）で同楽曲がトレンド入りする[91][92]。
- 10月5日、TBS系バラエティ番組『歌ネタゴングSHOW 爆笑!ターンテーブル』出演。「創聖のアクエリオン」の替え歌を披露[93][94][95]。
- 12月21日・22日、朗読劇×音楽ライブ『音読～オトヨミ～』出演[96]。カラフルパレットとのコラボ楽曲「コペルニクス」を披露。

2022年
- 9月2日、オンラインゲーム『ファイナルファンタジーXIV』万魔殿パンデモニウム煉獄編：BGM「Scream」[97]の歌唱担当であることを公表[98][99][100]。情報解禁後、X（旧：Twitter）上でAKINOの名前がトレンド入りする[101]。本楽曲は10月7日付のオリコンデイリーデジタルシングルチャート（単曲）において5位をマークした[102]。
9月8日、bless4チャンネル公開「Final Fantasy XIV パンデモニウム：煉獄編 「Scream」までの道のり」[103]で自身もヒカセン（光の戦士）デビューを果たす[104][105]。

2025年
- 1月放送開始、テレビアニメ『想星のアクエリオン Myth of Emotions』のOP・EDテーマを担当[106]。EDテーマ「告白」[107]は、シリーズ2期『アクエリオンEVOL』以来約13年振りとなる菅野よう子プロデュース楽曲[108]。OPテーマは福山芳樹とのデュエット「創聖のアクエリオン Myth of Emotions Ver.」[109]。両曲を収録したシングルは2月19日にリリースされた[110]。また、CDリリースに先立ち、1月10日0時よりOP[111]・EDテーマ[112]の先行配信が開始された[113]。
- 3月14日、THE FIRST TAKE初出演[114][115][116]。
- 4月26日、ソロデビュー20周年前夜祭ホームライヴ『オレモ！』を開催。
- 6月28日、ソロデビュー20周年記念ライヴ『僕の地獄に音楽は絶えない』を開催[117][118][119]。

## 人物
アメリカ合衆国ユタ州出身の沖縄県育ち。身長164cm、血液型はB型。
4人兄妹バイリンガル音楽ユニット『bless4』のメンバー（次女）。
bless4でのイメージカラー︰    赤
父親は世界平和親善画家として活動しているHARU川満。長年画家として活動しており、現在も個展を開くなどしている。しかし、2011年の時点でその売り上げは芳しくなく、AKINOの母親曰く「永遠に夫（HARU川満）の稼ぎでコシヒカリは買えない」とのこと。
尊敬している歌手はアメリカ合衆国で活動しているシンガーソングライターのクリスティーナ・アギレラ。
1番好きなテレビアニメに『ドラゴンボール』を挙げており、子供の頃に家族全員で観ていたという。
プライベートではELISA、TiA、堀江美都子、松澤由実、MIZUKI、May'nらとの親交があり、X（旧：Twitter）やブログに写真をアップしている。
夢（目標）はシャンプーのCMに出演すること。

### 特技・嗜好

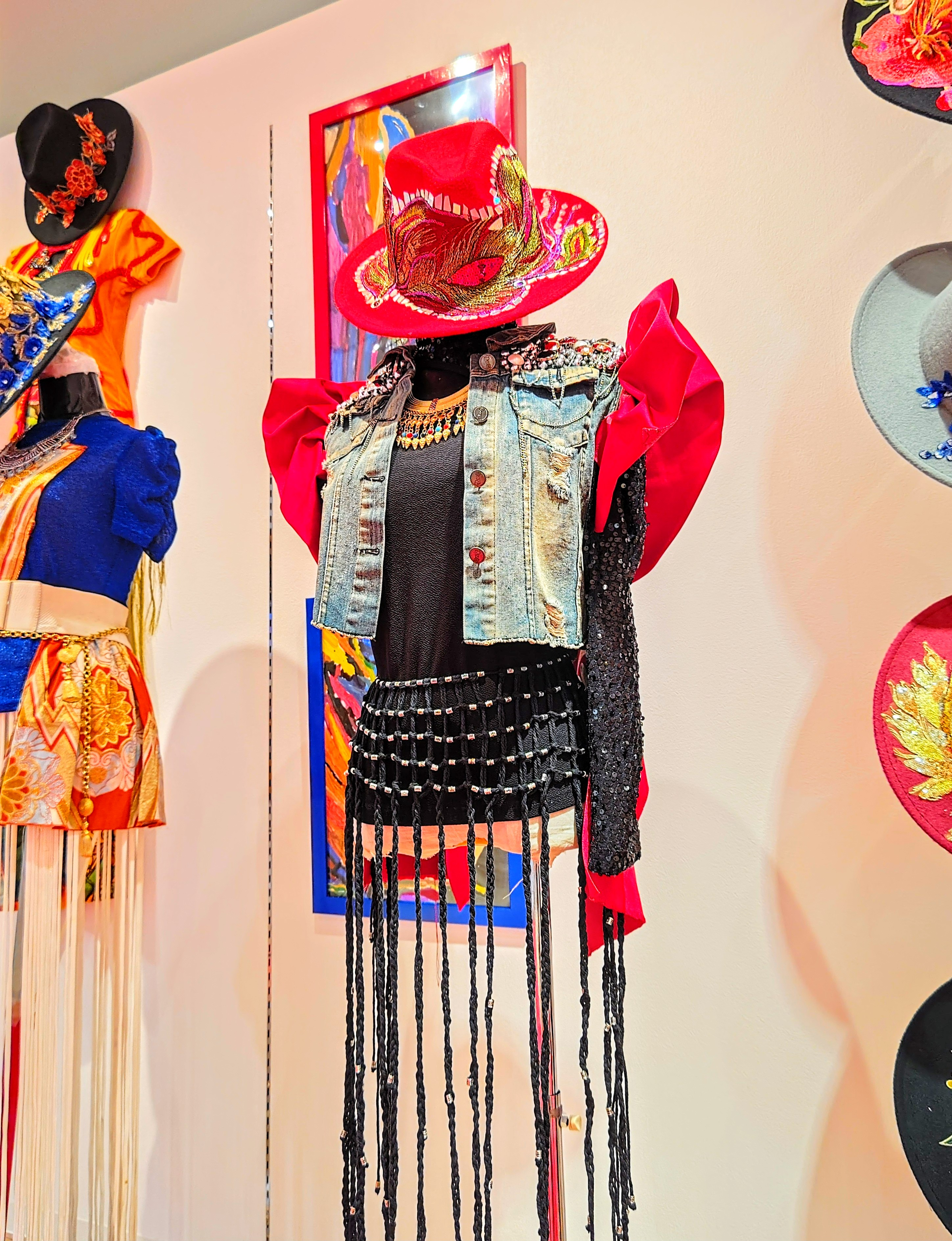
AKINOが手掛けたライヴ衣装

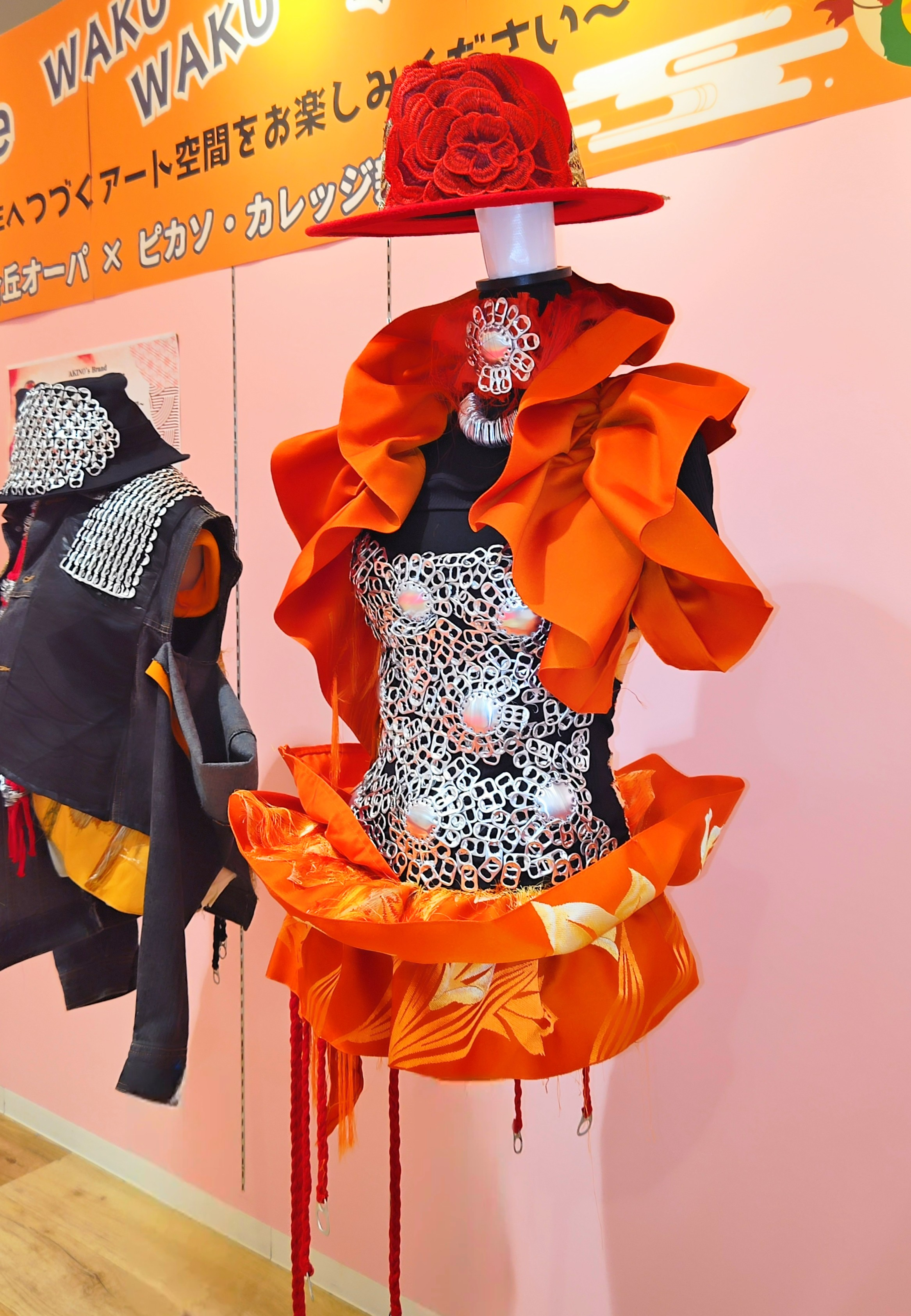
AKINOが手掛けたリユース衣装

- テコンドーを子供の頃から嗜んでおり、bless4全員が習得している。
- bless4内では各々役割があり、AKINOは衣装デザイン、制作を担当。ライヴの際はメンバー全員分のステージ衣装を作っている[123][124]。
- 自身がデザイン、制作を手掛けるライヴ衣装を対象とした服飾製品の販売と、それに付随するファッションショー、及び音楽ライヴを主なコンテンツとしているAKINO's Fashion Collection【AKI-コレ】を定期的に開催している[125]。また、独自のブランド『美YOU-T』を設立している[123]。
- 2018年、禅師丸柿まつりで行われた柿の種飛ばし大会で1位を獲得し、優勝している[126]。
- 2023年、ダイビングライセンスを取得。
- 好きな食べ物に韓国料理、ハーゲンダッツを挙げている[127]。ハーゲンダッツでは特にアーモンドキャラメルクッキー味、キャラメルホリック味を好んでおり、見つけ次第、買い占めているという。

### 人柄
- 自身で緊張しいな性格と答えている。以前はあまり人と遊ばず、家でひたすら歌の練習をしてジムに通っていたという[128]。
- 他の兄妹や菅野よう子曰く、非常に努力家、真面目な性格とのこと。取材が終わると全ての記者と握手をするなど、その真面目ぶりが窺える。
- bless4メンバーのKANASA（実姉）は、ソロデビュー当時のAKINOを「ロボットみたいに頑なだった」と評している[128]。同じくメンバーのAKASHI（実兄）からは、「シビアに生きることは大事だけど、毎日を楽しんだほうがパフォーマンスにポジティブな影響を与えるよ」とのアドバイスを受けるも、その意見を全く聞き入れなかったという[128]。しかし、ストイックな性格からかプレッシャーで音楽を楽しめなくなり、数年間まともに歌を歌えなくなってしまう時期が続く（本人曰く「創聖のアクエリオン」のヒット後）[129]。その後、再びAKASHIに「音楽ってどう書く？ 「音」は「楽しい」って書くよね」と助言され、「自分が楽しくなければ人には楽しい音楽を伝えられない」「逆に不幸せを与えてしまうことを自分はずっとしてきたんだ」と思い至り、自分の音楽への考え方を整理したという[57][130]。後にインタビューで「今では歌うことが、音楽が楽しくてしょうがないんです」と述懐した[131]。
- 絶叫系アトラクションが苦手。

### ファンクラブ
『YTTコミュニティ』
bless4公式コミュニティ

### AKINOと創聖のアクエリオン
2003年から『bless4』として活動していたAKINOを音楽プロデューサー・菅野よう子が見出し、テレビアニメ『創聖のアクエリオン』のOP主題歌の担当に抜擢する。2005年4月27日、1stシングル「創聖のアクエリオン」でビクターエンタテインメントより15歳で（レコーディング時は14歳）ソロデビューを果たし、同年8月24日には2ndシングル「Go Tight!」をリリースした。
以降、『アクエリオンシリーズ』のテレビアニメ、OVA、劇場版で一部を除くほぼ全てに一貫して楽曲提供をしており、自身が主題歌を担当していない第3期『アクエリオンロゴス』にも挿入歌で参加するなど、同作品のイメージが色濃いアーティストとなる。
プロデュースを担当した菅野は、当初AKINOの実弟であるAIKIの歌声（当時はまだ声変わりしておらず、菅野曰く「素晴らしいボーイソプラノ」だった）で何かやりたいと思っていた為、AIKIに歌唱を依頼しようと思っていた。ところが、AIKIが声変わりしてしまった為、急遽バックコーラスを依頼する予定だったbless4にオーディションに来てもらい、AKINOがこの曲を歌うことになったという。
本作「創聖のアクエリオン」のレコーディングについてAKINOは、「自分は物覚えが悪い方なので、貰った音源を必死に覚えようとレコーディング当日の朝までずっと一所懸命に練習していました。でも、レコーディングブースに入った瞬間、全部パッ! っと頭の中から消えたんです。本当に真っ白になって、ブースの中で自分が何を歌っているか、全然分からない状態でした。唯一覚えているのがサビのところだけ。そこは歌えたと思うんですけど、でもだから、自分の番が終わった時は自分自身にガッカリしたんです。「このくらいも歌えない…… このレベルなんだな」って。ブースを出てもエンジニアさんや皆さんに会いたくない、穴があったら隠れたいという思いでした。絶望しました。元々（ソロでの歌唱の）お話をいただいた時、最初は「無理、無理」と思いました。でも、楽曲プロデュースを担当された菅野よう子さんが、自分の高音を好きでいてくれて。音源を聴いても普通なら絶対選ばないと思うんですけど、自分の可能性を見てくれたんですよね。それから成長する機会をたくさん貰いました。自分の人生を変えてくれた、本当に大きい出来事だったと思います」と述べている。
2005年4月4日に『創聖のアクエリオン』の放送が始まり、3週間後の4月27日に本曲のシングルCDが発売された。オリコンシングルチャートでは2005年4月28日付のデイリーチャートで19位、ウィークリーチャートでは初登場26位となった。6月最終週をもって100位圏外となるも、集計結果が発表される200位圏内におよそ5ヶ月近くランクインした。それからおよそ2年後、2007年8月下旬から多岐川華子出演のSANKYO『CRフィーバー創聖のアクエリオン』のCMが全国的にオンエア開始され、そのCMソングとして起用された。それにより、アニメが放映されなかった地域にもこの曲の存在が知られ再び注目されることとなった。CMのオンエア開始後、シングルCDの売り上げが急速に高まり、2007年9月第1週のオリコンシングルチャートで170位を記録し200位圏内に再浮上、第4週の同チャートでは92位を記録し、トップ100位以内に再ランクインした。さらに、2007年10月第4週の同チャートで22位を記録し、それまでの最高位26位を約2年半ぶりに更新した。デイリーチャートにおいても、2007年10月12日付のオリコンデイリーチャートで18位に、10月14日付で14位にランクインし、過去最高の19位を更新した。オリコン登場回数は54回。
シングルCDのセールスのみならず、音楽DL配信でもほとんどの配信サイトにおいてCMソングに起用後は軒並み上位にランクインした。特筆すべきことは、iTunes Storeにおける音楽DLランキングにおいて、これまで1位を保っていた宇多田ヒカルの「Beautiful World」を抜き、2007年10月第1週目に1位を記録したことである。11月第1週目でFUNKY MONKEY BABYSの「もう君がいない」とEvery Little Thingの「恋をしている」に抜かれ3位にランクダウンするまで、10月中5週連続で1位を記録していた。
2014年2月度日本レコード協会リリースにおいて、着うたフル + インターネット配信合算での100万DL達成が発表された。
「創聖のアクエリオン」のヒットに関してAKINOは、「多くの方が聴いてくれるようになったばかりの頃は、ヒットしている感覚がちょっと分からなかったですね。それから少しして、友達と歩いている時に曲が流れてきたりするようになって、やっと「あっ、自分の歌なんだ！」と思えるようになりました。嬉しいような恥ずかしいような気持ちでしたけど」と答えている。
ミュージシャン・シンガーソングライターの大石昌良は、「印象的なサビのフレーズの裏で一気にキーが転調し、サビの持つパワーを最大限生かすような構成」と評した。
| 1A・1Bメロ | 1A・1Bメロ  | → | 1サビ | 1サビ          | → | 2A・2Bメロ | 2A・2Bメロ  | → | 2サビ・3Cメロ 3サビ・大サビ | 2サビ・3Cメロ 3サビ・大サビ |
|            | ロ短調 (Bm) | → |       | 嬰ハ短調 (C♯m) | → |            | ロ短調 (Bm) | → |                             | 嬰ハ短調 (C♯m)              |

また、本曲は福山芳樹、石田燿子、遠藤正明など、様々な著名アーティストによってカバーされている。

### 慈善活動
bless4メンバーと共に『鶴の恩返し』チャリティー基金を立ち上げ、被災地でのライヴやボランティア活動を精力的に行っている。東日本大震災発生時は実際に被災地へ赴き、衛生キットの整理などを手伝った。

## 音楽性

### 音楽
歌唱法はブラックミュージックから強く影響を受けているが、ボーカリストとして楽曲のジャンルを問わない柔軟さを持つ。
「Go Tight!」、「エクストラ・マジック・アワー」のようなアップテンポな楽曲から、「プライド～嘆きの旅」、「素足」、「シラカバの光」のようなバラード調の楽曲、「cross the line」のヘヴィメタルな楽曲や、「Genesis of Aquarion」のゴスペルテイストな楽曲まで歌いこなすなど、音楽家として高度な汎用性を誇る。
声域が非常に広く、アニメタイアップでは「Golden Life」、「荒野のヒース」、「Jet Coaster Ride」など、ハイトーンボイスを贅沢に使いこなした楽曲が多い。ソロデビュー15周年記念テーマソング「your ears, our years」では、地声hihiA#を披露している。
自身が所属するFlyingDogレーベル・代表取締役の佐々木史朗からは、「実力のあるシンガー」と認められている。
メカニックデザイナー、アニメーション監督の河森正治はAKINOの歌声を「危険なくらいピュア」と評した。
同レーベル所属・シンガーソングライターの新居昭乃はAKINOの楽曲に対し、「私はここにいます！」というハッキリとした強いものを感じると評した。
作詞家の岩里祐穂は「驚異のハイトーンボイス」と評した。
菅野よう子からは「高い声が好き」と言われており、『アクエリオンEVOL』の主題歌の打ち合わせの際（「君の神話〜アクエリオン第二章」）、菅野から「まだいける？」「この音は出る？」と試されていくうちにどんどんキーを上げられたという。菅野曰く、「日本人に「絶望的に…… 君はきれいさ！（「パラドキシカルZOO」より）」と言葉の意味を分かった上で歌われるとキツくなりすぎる。アクエリオンの詞は言葉が強いから、哲学的になりすぎたり重くなりすぎたり、怖くなりすぎたりしちゃう。でもこの人が歌うとそれがキラめくんです。この人の歌う日本語って、日本人が歌う日本語とは全然違うと思うし、その響きが凄いチャーミングなんです。凄い魅力的だから、発音を直さず、これ以上日本語が上手くならないでね」とコメントしている。
また、同じく菅野から声量やダンスを含め、ライヴ向きの歌手と評されており、「底が見えない」「楽曲がレコードに収まらない」と絶賛されている一方、「こんなにすごい歌い手さんなのに、ホントに緊張しいだしイマイチ自信がないみたいなんですよね」と対談でコメントされている。
レコーディングはたとえOKが出たとしても自分が納得するまで行い、12時間以上かける場合もある。これに関してAKINOは、「がんばったほうが絶対にいいんですよね。私がレコーディングで1番嬉しいのは、OKが出た後に自分のわがままでもう1テイク録ってもらって、それを聴いた皆が「もう1回やってよかったね」って言ってくれた時なんですよ」と答えている。bless4メンバーのAKASHI、AIKIは、以下のように分析している。
アニメ関連曲を歌う際には、作品の内容やテーマを聞き、そこから歌詞を見つつ自分なりに世界観を想像しながら歌うという。
前述の通りヒップホップやゴスペル、R&Bといったブラックミュージックを好んでおり、「Let's Fly」や「ドキドキするから」など、AKINOのノンタイアップ曲にはそういった系統の楽曲が数多く存在する。

「どんな時でも全力」をモットーとしており、「自分自身が歌を楽しむ」という気持ちを大切にしている。また、自身を応援してくれるファンに対し、以下の様に目標を述べている。
| 「                                                       | 皆さんが私達の音楽を聴いてくれるから、私達はこうやって長く歌うことができます。大好きな音楽と皆さんに出会えた奇跡♡ 私の人生は変わりました♪ 私がアーティストとして出来る事は私の音楽で皆さんに恩返しする事。だから、これからも人として、歌手としてレベルアップしていきます！ | 」 |
| —ベスト・アルバム『you ears, our years』ブックレットより | |    |

日本国外でもファンを獲得し、アメリカ・ヨーロッパ・アジア各地に出向いてライヴやイベント出演を行っている。
日本の歌手ではソングライターのAIに対し、「彼女の曲を聴く時に、いつも何かを感じるんです。頑張ってとか、メッセージ性があって。自分が落ち込んだ時に、AIさんの曲を聴くと本当に頑張ろうという気持ちになります」とインタビューで答えている。

### 楽曲提供者・アレンジャー
※AKINOに楽曲提供をした代表的な音楽家（表記：50音順）
- 青山英樹
- IKUO（Rayflower）
- 岩里祐穂
- WEST GROUND
- Vanguard Sound
- 大森俊之
- 菅野よう子
- Gabriela Robin
- 鷺巣詩郎
- 白戸佑輔
- 祖堅正慶
- 鴇沢直
- 藤林聖子
- 保刈久明
- 堀江晶太（PENGUIN RESEARCH）
- マイクスギヤマ
- minatoku
- motsu
- 森由里子

### ライヴ

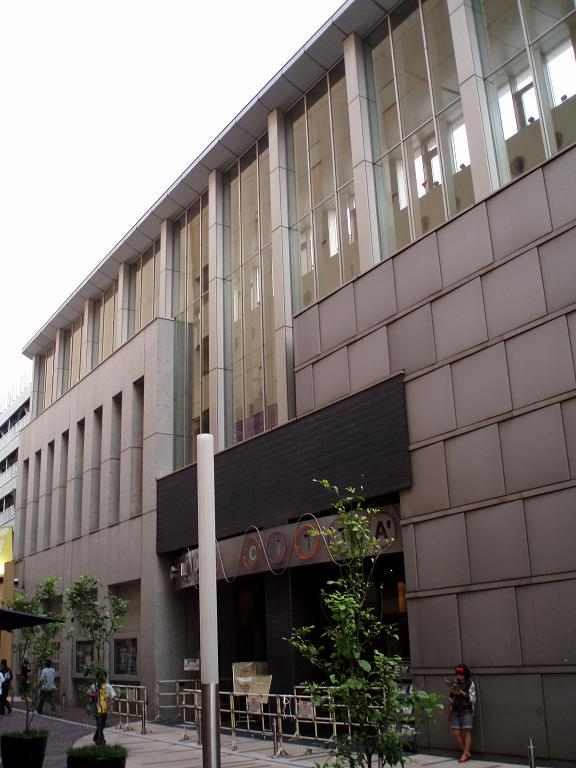
AKINOがワンマンライヴを多く開催するCLUB CITTA'川﨑

ワンマンライヴを開催する際はイベント会社を一切通さず、会場の確保から企画、告知、ステージ衣装制作、サポートバンド集め、美術など、全ての工程をbless4メンバー（両親を含む）一丸となって行っている。
ライヴでは初期の頃の楽曲からその時点でリリースした新曲まで幅広い選曲がされており、年々演奏曲が増えている。また、一部の楽曲によっては世界観を表現するためバックダンサーを起用している他、演奏中にファッションショーを行うこともあり、音楽とアートを融合させるバラエティに富んだ演出も特徴のひとつである。
ソロデビューから様々な合同イベントに参加してきたが、自身初となるワンマンライヴは2012年の『～君の神話～』が初開催であり、デビューから7年かかっている。
2025年現在、開催された全てのワンマンライヴは映像化されていない。

#### ダンス＆パフォーマンス
テコンドーで磨き抜かれたbless4メンバーとのパワフルかつ流麗なダンスフォーメーションが特徴。基本的にダンスはメンバーのAIKIが振り付けを行うが（在籍時）、「創聖のアクエリオン」のサビの「一万年と二千年前から愛してる」の部分の手話（指文字）を元にしたダンスはAKINOが自身で考案したという。
また、オーディエンスを煽り巻き込むライヴパフォーマンスが定評で、コール＆レスポンスや振り付けを客席へ煽ることもある。
| 映像外部リンク                                  |
| ----------------------------------------------- |
| 「Genesis of Aquarion」～「創聖のアクエリオン」 |

#### サポートバンド
固定メンバーは決まっていないが、近年は参加メンバー全員を女性にするなど、さまざまな趣向を凝らしている。
- Guitar︰瀬川千鶴
- Drums︰MIZUKI
- Bass︰柴山雅英、MariC
- Keyboards︰さおりん
- バンドマスター︰岩瀬聡志

#### バックダンサー
- AMW（Athletic Music Warriors）
- Kina

#### 美術
- HARU川満

## 名義

### AKINOfrombless4
bless4よりAKINOがソロで活動、及び楽曲を担当する際に使用する名義。アニメ関連のタイアップ曲が多く、現時点で発表されているノンタイアップ曲はセルフカバーを除き「Just Moving On Now」のわずか1曲のみである。2000年代はほぼこちらの名義で活動していた。

#### 主な楽曲
- 「創聖のアクエリオン」
- 「海色」
- 「Go Tight!」
- 「イヴの断片」
- 「Chance To Shine」
- 「Scream」等

### AKINOwithbless4
ボーカルは〈AKINO from bless4〉と変わらずAKINOのソロだが、こちらの名義の場合はbless4のコーラス・ダンスが加わり、ライヴ・ミュージックビデオなども4人体制となる。ワンマンライヴを行う際はこちらの名義を使用する頻度が高い。タイアップではアニメ関連曲の他、ゲームソングを数多く担当している。また、ノンタイアップ曲も多い。2000年代からこちらの名義でライヴやイベントなどに出演することもあったが、楽曲自体は2010年に発表された聖悠紀原作のコミックドラマ『超人ロック ニルヴァーナ』のテーマソングとして採用された「The End begins」が初である。
2022年にグループからAIKIが脱退した為、現在は3人体制で活動している。

#### 現：メンバー
■ AKINO（1989年12月31日）
- 担当：ボーカル、ステージ衣装

■ AKASHI（1982年1月29日）
- 本名：川満スティーブ証
- 性別：男性
- 出身：日本沖縄県
- 担当：コーラス、バックダンス、作・編曲

■ KANASA（1984年5月2日）
- 本名：川満オードリー愛
- 性別：女性
- 出身：アメリカ合衆国ユタ州
- 担当：コーラス、バックダンス、作詞、振付け、ラップ

#### 旧：メンバー
■ AIKI（1991年10月29日）
- 本名：川満ダグラス哀行
- 性別：男性
- 出身：アメリカ合衆国ユタ州
- 担当：コーラス、バックダンス、振付け

#### 主な楽曲
- 「君の神話〜アクエリオン第二章」
- 「エクストラ・マジック・アワー」
- 「パラドキシカルZOO」
- 「Golden Life」
- 「cross the line」
- 「What Am I Fighting For」等

### AKINO & AIKI from bless4
AKINOと（元）bless4メンバーのAIKIによるデュエット名義。「月光シンフォニア」の際に使用された。また、AIKIがメインの〈AIKI ＆ AKINO from bless4〉名義もあり、そちらは「月のもう半分」で使用された。
近年では福山芳樹、新居昭乃など、他アーティストとのデュエットソングも積極的にリリースしており、タイアップ付きの楽曲タイトルの多くは【月】に由来するものが採用されている。
デュエット【月】シリーズ
- 「月光シンフォニア」
- 「月のもう半分」
- 「月明かりのMonologue」
- 「コペルニクス」※月面のクレーターの名称

## ディスコグラフィ
※名義欄の記入無き限り『AKINO』/『AKINO from bless4』名義

### シングル作品

#### CDシングル
| #         | 発売日         | タイトル                         | 規格品番                        | オリコン 最高位 | RIAJ 認定 | 名義              |
| Victor    | Victor         | Victor                           | Victor                          | Victor          | Victor    | Victor            |
| --------- | -------------- | -------------------------------- | ------------------------------- | --------------- | --------- | ----------------- |
| 1st       | 2005年4月27日  | 創聖のアクエリオン               | VICL-35792                      | 22位            | ミリオン  |                   |
| 再        | 2011年8月24日  | 創聖のアクエリオン               | VTCL-35112                      | 22位            | ミリオン  |                   |
| 2nd       | 2005年8月24日  | Go Tight!                        | VICL-35887                      | 18位            |           |                   |
| 再        | 2011年8月24日  | Go Tight!                        | VTCL-35113                      | 18位            |           |                   |
| FlyingDog |                |                                  |                                 |                 |           |                   |
| 3rd       | 2012年2月15日  | 君の神話～アクエリオン第二章     | VTCL-35125                      | 3位             |           | AKINO with bless4 |
| 4th       | 2014年10月22日 | エクストラ・マジック・アワー     | VTCL-35194                      | 20位            | ゴールド  | AKINO with bless4 |
| 5th       | 2015年2月18日  | 海色                             | VTCL-35202                      | 5位             | プラチナ  |                   |
| 6th       | 2016年1月27日  | Golden Life/OVERNIGHT REVOLUTION | VTCL-35223 <アクティヴレイド盤> | 56位            |           | AKINO with bless4 |
| 6th       | 2016年1月27日  | OVERNIGHT REVOLUTION/Golden Life | VTCL-35224 <リベラシオン盤>     | 56位            |           | AKINO with bless4 |
| 7th       | 2016年11月9日  | cross the line                   | VTCL-35240                      | 52位            |           | AKINO with bless4 |

#### コラボCDシングル
| #   | 発売日        | タイトル                                       | 規格品番   | オリコン 最高位 | 名義                           |
| --- | ------------- | ---------------------------------------------- | ---------- | --------------- | ------------------------------ |
| 1st | 2012年2月15日 | 月光シンフォニア                               | VTCL-35125 | 3位             | AKINO & AIKI from bless4       |
| 2nd | 2018年2月7日  | 月のもう半分                                   | VTCL-35266 | 50位            | AIKI & AKINO from bless4       |
| 3rd | 2020年5月13日 | 月明かりのMonologue                            | VTCL-35317 | 40位            | AKINO arai × AKINO from bless4 |
| 4th | 2025年2月19日 | 創聖のアクエリオン Myth of Emotions Ver. /告白 | VTCL-35381 | 41位            | AKINO from bless4・福山芳樹    |

#### 配信限定シングル
| #   | 配信日        | タイトル                                 | 規格品番    | 名義 |
| --- | ------------- | ---------------------------------------- | ----------- | ---- |
| 1st | 2025年4月30日 | 創聖のアクエリオン - From THE FIRST TAKE | VE3WT-11649 |      |

### アルバム作品

#### オリジナルアルバム
| #   | 発売日        | タイトル     | 規格品番   | 規格品番   | オリコン 最高位 | 名義              |
| #   | 発売日        | タイトル     | 初回限定盤 | 通常盤     | オリコン 最高位 | 名義              |
| --- | ------------- | ------------ | ---------- | ---------- | --------------- | ----------------- |
| 1st | 2007年11月7日 | Lost in Time |            | VTCL-60002 | 25位            |                   |
| 2nd | 2015年3月25日 | Decennia     | VTZL-98    | VTCL-60386 | 44位            | AKINO with bless4 |

#### ベストアルバム
| #   | 発売日        | タイトル             | 規格品番   | 規格品番          | オリコン 最高位 | 名義 |
| #   | 発売日        | タイトル             | 初回限定盤 | 通常盤            | オリコン 最高位 | 名義 |
| --- | ------------- | -------------------- | ---------- | ----------------- | --------------- | ---- |
| 1st | 2021年3月24日 | your ears, our years | VTZL-181   | VTCL-60540～60542 | 131位           |      |

#### 配信限定アルバム
| #   | 配信日        | タイトル                                | 規格品番    | 名義 |
| --- | ------------- | --------------------------------------- | ----------- | ---- |
| 1st | 2021年3月24日 | your ears, our years - pretty edition - | VEATP-38548 |      |

### ミュージックビデオ
| 監督     | タイトル                         | 名義                           |
| -------- | -------------------------------- | ------------------------------ |
| 守矢努   | 「エクストラ・マジック・アワー」 | AKINO with bless4              |
| 井上強   | 「海色」                         |                                |
| 野田智雄 | 「cross the line」               | AKINO with bless4              |
|          | 「月明かりのMonologue」          | AKINO arai × AKINO from bless4 |
| 瀧澤雅敏 | 「創聖のアクエリオン」           |                                |

### サウンドトラック
※TV-sizeの楽曲は未記述
| 発売日     | 商品タイトル                                             | 収録楽曲 | 参加名義                                                            |
| 2005年     | 2005年                                                   | 2005年 | 2005年                                                              |
| ---------- | -------------------------------------------------------- | --- | ------------------------------------------------------------------- |
| 6月8日     | 創聖のアクエリオン Original Sound Track                  | 「創聖のアクエリオン お兄さまと」 「プライド～嘆きの旅」 「荒野のヒース」 |                                                                     |
| 9月22日    | 創聖のアクエリオン Original Sound Track2                 | 「Go Tight!」 「ニケ15歳」 「Genesis of Aquarion」 |                                                                     |
| 2007年     |                                                          | |                                                                     |
| 日本未発売 | ŌBAN STAR-RACERS Bande Originale - Volume 1              | 「Chance To Shine」 |                                                                     |
| 2012年     |                                                          | |                                                                     |
| 5月23日    | アクエリオンEVOL イヴの詩篇                              | 「パラドキシカルZOO」 「イヴの断片」 「君の神話～アクエリオン第二章」 「月光シンフォニア」 | - AKINO from bless4 - AKINO with blees4 - AKINO ＆ AIKI from blees4 |
| 7月25日    | アクエリオンEVOL LOVE@New Dimension                      | 「君の神話〜アクエリオン第二章」 「荒野のヒース」 「Go Tight!」 「パラドキシカルZOO」 「創聖のアクエリオン お兄さまと」 「プライド～嘆きの旅」 「ニケ15歳」 「イヴの断片」 「月光シンフォニア」 「ZERO ゼロ」 「Genesis of LOVE〜愛の起源」 | - AKINO from bless4 - AKINO with blees4 - AKINO ＆ AIKI from blees4 |
| 2014年     |                                                          | |                                                                     |
| 12月10日   | 戦場の円舞曲 オリジナルサウンドトラック                  | 「運命の前奏曲」 |                                                                     |
| 2015年     |                                                          | |                                                                     |
| 7月22日    | 第3次スーパーロボット大戦Z 時獄篇＆天獄篇OST             | 「創聖のアクエリオン」 「君の神話～アクエリオン第二章」 「Genesis of LOVE〜愛の起源」 | - AKINO from bless4 - AKINO with bless4                             |
| 8月14日    | それが声優！E.P.スピンオフムービー主題歌集               | 「愛と絶望のイデア」 |                                                                     |
| 2017年     |                                                          | |                                                                     |
| 3月1日     | クロスビーツ・オリジナルサウンドトラック                 | 「Chase the WAVE」 | - Tatsh feat. AKINO with bless4                                     |
| 2019年     |                                                          | |                                                                     |
| 7月24日    | ドールズフロントライン オリジナル・サウンドトラック      | 「What Am I Fighting For」 | - AKINO with bless4                                                 |
| 日本未配信 | Girls' Frontline Original Sound Track 02                 | 「シラカバの光」 | - AKINO with bless4                                                 |
| 2022年     |                                                          | |                                                                     |
| 4月5日     | ŌBAN STAR-RACERS 15周年記念サウンドトラック! ※BD-BOX特典 | 「Chance To Shine」 |                                                                     |
| 2023年     |                                                          | |                                                                     |
| 8月16日    | Artery Gear：Fusion Original Game Soundtrack（配信）     | 「The Real Heart」 |                                                                     |
| 2024年     |                                                          | |                                                                     |
| 3月27日    | GROWING LIGHT：FINAL FANTASY XIV Original Soundtrack     | 「Scream」 |                                                                     |
| 10月30日   | DAWNTRAIL：FINAL FANTASY XIV Original Soundtrack         | 「Smile」 |                                                                     |

### 歌手参加作品
| 発売日     | 商品タイトル                                                                                       | 規格       | 参加アーティスト                   | 楽曲 | 備考                                                                          |
| 2007年     | 2007年                                                                                             | 2007年     | 2007年                             | 2007年 | 2007年                                                                        |
| ---------- | -------------------------------------------------------------------------------------------------- | ---------- | ---------------------------------- | --- | ----------------------------------------------------------------------------- |
| 11月7日    | 創聖のアクエリオン エレメント合体Ver.                                                              | CD         | AKINO from bless4他                | 「創聖のアクエリオン」 | SANKYO『フィーバー創聖のアクエリオン』CMソング                                |
| 2009年     | |            |                                    | |                                                                               |
| 2月25日    | J-POP DRIVING～NON STOP MIX                                                                        | CD         | AKINO from bless4他                | 「創聖のアクエリオン」 | DJ KEN-ICHIRO オムニバスアルバム                                              |
| 3月25日    | Animelo Summer Live 2008 -Challenge- 8.30                                                          | BD         | AKINO from bless4他                | 「創聖のアクエリオン」 「Go Tight!」 | Animelo Summer Live 2008 -Challenge- 映像作品                                 |
| 3月25日    | Animelo Summer Live 2008 -Challenge- 8.30                                                          | DVD        | AKINO from bless4他                | 「創聖のアクエリオン」 「Go Tight!」 | Animelo Summer Live 2008 -Challenge- 映像作品                                 |
| 5月27日    | スペース バイオチャージ                                                                            | CD         | AKINO from bless4他                | 「荒野のヒース」 「Genesis of Aquarion」                                                                                                   | 菅野よう子 ベストアルバム                                                     |
| 8月19日    | anim.o.v.e 01                                                                                      | CD         | m.o.v.e×AKINO from bless4          | 「優しい傷」 | m.o.v.e カバーアルバム                                                        |
| 2011年     | |            |                                    | |                                                                               |
| 6月29日    | クロスピース                                                                                       | CD         | AKINO from bless4他                | 「運命のプロローグ」 | 王族BAND 4thアルバム（空想アニメ『クロスピース』OST設定）                     |
| 2012年     | |            |                                    | |                                                                               |
| 2月22日    | anim.o.v.e BEST                                                                                    | CD         | m.o.v.e×AKINO from bless4          | 「優しい傷」 | m.o.v.e カバーアルバム                                                        |
| 4月25日    | アクエリオンEVOL Vol.1（特典映像）                                                                 | BD         | AKINO with bless4                  | 「創聖のアクエリオン」 「Go Tight!」 「君の神話〜アクエリオン第二章」                                                                      | 神話的製作発表会イベント映像                                                  |
| 4月25日    | アクエリオンEVOL Vol.1（特典映像）                                                                 | DVD        | AKINO with bless4                  | 「創聖のアクエリオン」 「Go Tight!」 「君の神話〜アクエリオン第二章」                                                                      | 神話的製作発表会イベント映像                                                  |
| 7月18日    | INFINITY 〜1000年の夢〜                                                                            | CD MV      | AKINO from bless4他                | 「INFINITY 〜1000年の夢〜」 | Animelo Summer Live 2012 -INFINITY∞- テーマソング                             |
| 2013年     | |            |                                    | |                                                                               |
| 3月27日    | Animelo Summer Live 2012 -INFINITY∞- 8.25                                                          | BD         | AKINO with bless4他                | 「パラドキシカルZOO」 「君の神話〜アクエリオン第二章」 「創聖のアクエリオン」                                                              | Animelo Summer Live 2012 -INFINITY∞- 映像作品                                 |
| 3月27日    | Animelo Summer Live 2012 -INFINITY∞- 8.25                                                          | DVD        | AKINO with bless4他                | 「パラドキシカルZOO」 「君の神話〜アクエリオン第二章」 「創聖のアクエリオン」                                                              | Animelo Summer Live 2012 -INFINITY∞- 映像作品                                 |
| 2014年     | |            |                                    | |                                                                               |
| 6月7日     | 〜誓い Let's Have A Party♪〜                                                                       | DVD        | AKINO ソロメドレー                 | 「荒野のヒース」 「創聖のアクエリオン」 | bless4 10thライヴDVD                                                          |
| 2016年     | |            |                                    | |                                                                               |
| 3月30日    | Animelo Summer Live 2015 -THE GATE- 8.28                                                           | BD         | AKINO from bless4他                | 「海色」 | Animelo Summer Live 2015 -THE GATE- 映像作品                                  |
| 5月18日    | アクティヴレイド -機動強襲室第八係- ディレクターズカット版 Blu-ray Vol.2（特典CD）                 | CD         | AKINO with bless4                  | 「Golden Life」 | Golden Life（TVサイズ／ナレーション入り）                                     |
| 5月25日    | Ms.リリシスト                                                                                      | CD         | AKINO from bless4他                | 「創聖のアクエリオン」 | 岩里祐穂 作詞生活35周年Anniversaryアルバム                                    |
| 6月22日    | アクティヴレイド -機動強襲室第八係- ディレクターズカット版 Blu-ray Vol.3 （特典CD）                | CD         | AKINO with bless4                  | 「Golden Life」 | Golden Life（TVサイズ／ナレーション・効果音入り）                             |
| 2017年     | |            |                                    | |                                                                               |
| 3月29日    | Animelo Summer Live 2016 刻-TOKI- 8.26                                                             | BD         | AKINO with bless4他                | 「エクストラ・マジック・アワー」 「Golden Life」 「Genesis of Aquarion」 「創聖のアクエリオン」                                            | Animelo Summer Live 2016 刻-TOKI- 映像作品                                    |
| 2018年     | |            |                                    | |                                                                               |
| 11月21日   | PSYCHIC LOVER 15th Anniversary Re-recording Tracks 〜CRUSH & BUILD〜                               | CD         | コーラス参加                       | 「TRANSFORMER-Dream Again 2018（English ver.）」 「侍戦隊シンケンジャー 2018（English ver.）」 「冒険者 ON THE ROAD 2018（English ver.）」 | サイキックラバー セルフカバーアルバム                                         |
| 2019年     | |            |                                    | |                                                                               |
| 1月23日    | DOG RUN！！                                                                                        | CD         | AKINO from bless4他                | 「創聖のアクエリオン」 「月光シンフォニア」 「海色」                                                                                       | NON-STOP FlyingDog MEGA MIX                                                   |
| 日本未発売 | 少女前線 公式設定集II（豪華版）                                                                    | CD BD 書籍 | AKINO with bless4他                | 「What Am I Fighting For」 「シラカバの光」                                                                                                | OSTⅡ＋オーケストラコンサート『Girls Frontline ORCHESTRA 人形×彼岸花』映像作品 |
| 2020年     | |            |                                    | |                                                                               |
| 5月25日    | Animelo Summer Live 歴代テーマソングアルバム（2005 - 2019）                                        | DL         | AKINO from bless4他                | 「INFINITY 〜1000年の夢〜」 | animelo mix 限定配信アルバム                                                  |
| 6月12日    | 动画《纳米核心》主题歌集                                                                           | DL         | AKINO with bless4他                | 「Irreplaceable」 | 中国フル3DCGアニメ『納米核心』主題歌集                                        |
| 6月17日    | ドールズフロントライン オリジナル・サウンドトラック2 / オーケストラ・コンサート ブルーレイディスク | CD BD      | AKINO with bless4他                | 「What Am I Fighting For」 「シラカバの光」                                                                                                | オーケストラコンサート『Girls Frontline ORCHESTRA 人形×彼岸花』映像作品       |
| 2021年     | |            |                                    | |                                                                               |
| 日本未配信 | 机动战姬：聚变 第一季主线EP《The Last Frontier》                                                   | EP         | AKINO from bless4他                | 「The Real Heart」 | スマートフォンゲーム『アーテリーギア-機動戦姫-』OPテーマ                      |
| 2022年     | |            |                                    | |                                                                               |
| 2月23日    | Baby Doll                                                                                          | CD         | ボイストレーナー参加               | - | もふる×クロス 1stシングル                                                     |
| 10月7日    | FINAL FANTASY XIV：ENDWALKER - EP2                                                                 | EP         | AKINO from bless4他                | 「Scream」 | FF14 配信ミニアルバム                                                         |
| 11月5日    | ウルトラマッソー                                                                                   | CD         | ボイストレーナー参加               | - | もふる×クロス 2ndシングル                                                     |
| 2023年     | |            |                                    | |                                                                               |
| 4月26日    | 走ってく                                                                                           | CD         | ボイストレーナー参加               | - | もふる×クロス メジャーシングル                                                |
| 2024年     | |            |                                    | |                                                                               |
| 8月6日     | FINAL FANTASY XIV：DAWNTRAIL - EP                                                                  | EP         | AKINO from bless4他                | 「Smile」 | FF14 OST先行配信                                                              |
| 10月23日   | アニメティック LOVE ～あのアニメあの曲にもう一度逢いたくて～                                       | CD         | AKINO from bless4他                | 「創聖のアクエリオン」 | MIX CD                                                                        |
| 未定       | |            |                                    | |                                                                               |
| 未定       | タイトル未発表                                                                                     | DL         | カラフルパレット×AKINO from bless4 | 「コペルニクス」 | カラフルパレットとの配信コラボ楽曲                                            |

### 非売品
※いずれもパチンコ稼働・導入支援品CD
- 創聖のアクエリオン Special Soundtrack
  - 「創聖のアクエリオン」
  - 「Go Tight!」
  - 「荒野のヒース」

- フィーバーアクエリオンEVOL 合体SPECIAL SONG BEST!
  - 「君の神話〜アクエリオン第二章」
  - 「パラドキシカルZOO」
  - 「イヴの断片」
  - 「ZERO ゼロ」
  - 「荒野のヒース」
  - 「創聖のアクエリオン お兄さまと」

### 未音源化楽曲
※国内でCD化・配信されていない楽曲
- 「コペルニクス」

### カバー楽曲
- 「promise」- 原曲︰広瀬香美（2021年）

### 楽曲提供
| 提供アーティスト | 楽曲       | 作詞 | 作曲 | 年     |
| ---------------- | ---------- | ---- | ---- | ------ |
| 川満ファミリー   | 「愛の蕾」 | ○    | ○    | 2009年 |

## 衣装提供
- カキライザー（2021年　共同）

## 講師としての活動
2014年3月、所属グループ・bless4と共に神奈川県麻生区にエンターテインメントアカデミー『アスレチック・ミュージック』を開校。歌手活動と並行し、講師としても活動をはじめた。メンバーは講師としてそれぞれ役割を担っており、AKINOは主に生徒達のボイストレーニングを担当している。過去には白石涼、松澤由実といった著名アーティストもスクールでAKINOから指導を受けている。
近年ではボイストレーナーやプロデューサー（Co-Producer）としても他アーティストのスタッフ・クレジットに名を連ねている。
AKINOは自身が受け持つ生徒に対し、以下のように述べている。
| 「                      | 私達はシンガーやダンサーという枠に収まらない、エンターテイナーを目指してほしいんです。厳しい先生に映るかもしれませんが、その先で「音楽は本当に楽しい」と思ってもらえれば、その人は絶対に変われると思っています。それとレッスン以外にも、私達のライヴでイベントスタッフやバックコーラス・ダンスや前座をする機会を提供しています。とにかく、いろいろな経験をしてもらいたいんです。 | 」 |
| —2018年 AKINOのコメント | |    |

※AKINOが指導をしたアーティスト（表記：50音順）
- あゆタロウ
- AMW（Athletic Music Warriors）
- 白石涼
- CheeRz＊
- 新世界ギルドール
- 兎桃みみこ
- 平井善之
- 松澤由実
- もふる×クロス
- ラストチャンス

## 受賞歴

### 受賞とノミネート
| 年     | 受賞                                                    | 受賞対象                         |
| ------ | ------------------------------------------------------- | -------------------------------- |
| 2005年 | 『アニメーション神戸賞』主題歌賞 / 2位ノミネート        | 『創聖のアクエリオン』           |
| 2009年 | 『JASRAC賞』2008年度 / 銀賞                             | 『創聖のアクエリオン』           |
| 2012年 | 『mora』年間アニソンアルバムランキング / 受賞           | 『君の神話〜アクエリオン第二章』 |
| 2012年 | 『アニソンキング』神・挿入歌賞 / 受賞                   | 『イヴの断片』                   |
| 2013年 | 『日本アニカン大賞2012』主題歌部門 / 10位ランクイン     | 『君の神話〜アクエリオン第二章』 |
| 2015年 | 『FlyingDog』×『mora』ランキングハイレゾシングル / 受賞 | 『海色』                         |
| 2015年 | 『Amazonランキング大賞』デジタルミュージック総合 / 2位  | 『海色』                         |
| 2018年 | 『禅師丸柿まつり』種飛ばし大会 / 優勝                   | -                                |
| 2019年 | 『平成アニソン大賞』2000年 - 2009年 / 作詞賞            | 『創聖のアクエリオン』           |
| 2021年 | AKINO15周年企画・全曲総選挙 - 1位                       | 『創聖のアクエリオン』           |

### 楽曲提供作品
| 年     | 受賞名                                                       | 受賞作品           |
| ------ | ------------------------------------------------------------ | ------------------ |
| 2008年 | 東京アニメアワード アニメーション・オブ・ザ・イヤー / 音楽賞 | 劇場版アクエリオン |
| 2013年 | 東京アニメアワード アニメーション・オブ・ザ・イヤー / 音楽賞 | アクエリオンEVOL   |

### RIAJ認定
| 認定月    | カテゴリ                                          | 認定楽曲                         |
| --------- | ------------------------------------------------- | -------------------------------- |
| 2007年9月 | ゴールド（着うたフル / 日本レコード協会）         | 『創聖のアクエリオン』           |
| 2011年4月 | ダブルプラチナ（着うた / 日本レコード協会）       | 『創聖のアクエリオン』           |
| 2011年4月 | トリプルプラチナ（着うたフル / 日本レコード協会） | 『創聖のアクエリオン』           |
| 2011年4月 | ゴールド（PC配信シングル / 日本レコード協会）     | 『創聖のアクエリオン』           |
| 2014年2月 | ミリオン（シングルトラック / 日本レコード協会）   | 『創聖のアクエリオン』           |
| 2015年5月 | ゴールド（シングルトラック / 日本レコード協会）   | 『海色』                         |
| 2020年1月 | ゴールド（シングルトラック / 日本レコード協会）   | 『エクストラ・マジック・アワー』 |
| 2023年8月 | プラチナ（シングルトラック / 日本レコード協会）   | 『海色』                         |
| 2024年6月 | ゴールド（ストリーミング / 日本レコード協会）     | 『創聖のアクエリオン』           |

## ライヴ・イベント／出演
この項目は、『AKINO』/『AKINO from bless4』又は『AKINO with bless4』名義で開催・参加・出演をしたライヴ・作品のみの記載とする。
所属グループ『bless4』名義でのワンマンライヴは、ソロデビュー後を含めても国内外でかなりの数を行っているが、『AKINO』のソロ名義でのワンマンライヴは数回のみとなっている。
※名義欄の記入無き限り『AKINO』/『AKINO from bless4』名義

### ワンマンライヴ・ファッションショー

#### ワンマンライヴ
| #  | 公演年        | 形態       | タイトル                     | 会場            | 名義              |
| -- | ------------- | ---------- | ---------------------------- | --------------- | ----------------- |
| 1  | 2012年9月8日  | 単発ライヴ | 『～君の神話～』             | CLUB CITTA'川﨑 | AKINO with bless4 |
| 2  | 2014年9月20日 | 単発ライヴ | 『KAKUMEI』                  | CLUB CITTA'川﨑 | AKINO with bless4 |
| 3  | 2015年11月7日 | 単発ライヴ | 『Decennia』                 | CLUB CITTA'川﨑 | AKINO with bless4 |
| 4  | 2021年4月14日 | 単発ライヴ | 『you ears, our years』      | CLUB CITTA'川﨑 |                   |
| 5  | 2023年6月3日  | 単発ライヴ | 『音楽は楽しい』             | bless4スタジオ  |                   |
| 6  | 2023年12月2日 | 単発ライヴ | 『アニソンナイト』           | bless4スタジオ  |                   |
| 7  | 2024年7月6日  | 単発ライヴ | 『アニソンナイト２』         | bless4スタジオ  |                   |
| 8  | 2024年12月1日 | 単発ライヴ | 『アニソンナイト３』         | bless4スタジオ  |                   |
| 9  | 2025年4月26日 | 単発ライヴ | 『オレモ！』                 | bless4スタジオ  |                   |
| 10 | 2025年6月28日 | 単発ライヴ | 『僕の地獄に音楽は絶えない』 | Veats Shibuya   |                   |

#### AKINO's Fashion Collection【AKI-コレ】
※特記無き限り開催場所はbless4スタジオ
- AKI-コレ 1（2014年12月20日）[42]
- AKI-コレ 2（2015年11月7日 / CLUB CITTA'川﨑）[185][注 5]
- AKI-コレ 3（2016年4月23日）[186]
- AKINOこれくしょん（2022年12月3 - 5日）[187]

#### 配信ライヴ
- AKINO 15th Anniversary Surprise Party（2020年4月27日）
- 一万年と二千年前から愛してる（2020年7月25日）[188]
- 15thアニバーサリーアルバム『your ears, our years』タワーレコード発売記念ミニライブ（2021年4月5日）[82]
- AKINO 15周年コンサート ファイナル（2021年5月29 - 翌月1日）[189]
- 音楽は楽しい（2023年6月17 - 24日）[190]
- アニソンナイト（2023年12月17 - 24日）[191]
- AKINO Birthday Live Stream（2023年12月31日）
- AKINOソロデビュー19周年公開生配信（2024年4月27日）[192]
- アニソンナイト２（2024年7月20 - 27日）[193]
- ぶいかふぇ♪ 1周年記念オンラインLIVE! ～コラボSP～（2024年7月20日）[194]
- アニソンナイト３（2024年12月28 - 翌月4日）[195]
- オレモ！（2025年7月27 - 翌月3日）

### 合同・参加ライヴ
Animelo Summer Live
| 開催日        | タイトル                             | 会場                     | 名義              |
| ------------- | ------------------------------------ | ------------------------ | ----------------- |
| 2008年8月30日 | Animelo Summer Live 2008 -Challenge- | さいたまスーパーアリーナ |                   |
| 2012年8月25日 | Animelo Summer Live 2012 -INFINITY∞- | さいたまスーパーアリーナ | AKINO with bless4 |
| 2015年8月28日 | Animelo Summer Live 2015 -THE GATE-  | さいたまスーパーアリーナ |                   |
| 2016年8月26日 | Animelo Summer Live 2016 刻-TOKI-    | さいたまスーパーアリーナ | AKINO with bless4 |

スーパーロボット魂
| 開催日        | タイトル                            | 会場        | 名義              |
| ------------- | ----------------------------------- | ----------- | ----------------- |
| 2009年4月29日 | スーパーロボット魂2009 春の陣       | Zepp Tokyo  | AKINO with bless4 |
| 2009年5月5日  | スーパーロボット魂2009 大阪 春の陣  | なんばHatch | AKINO with bless4 |
| 2012年4月29日 | スーパーロボット魂2012 春の陣       | Zepp Tokyo  | AKINO with bless4 |
| 2013年4月29日 | スーパーロボット魂2013 春の陣 2DAYS | Zepp Tokyo  | AKINO with bless4 |
| 2014年4月29日 | スーパーロボット魂2014 春の陣 2DAYS | Zepp Tokyo  | AKINO with bless4 |

Super★Premium
| 開催日         | タイトル                    | 会場         | 名義              |
| -------------- | --------------------------- | ------------ | ----------------- |
| 2009年9月19日  | Super★Premium vol.2         | DIAMOND HALL | AKINO＆bless4     |
| 2010年10月23日 | Super★Premium vol.3         | DIAMOND HALL | AKINO＆bless4     |
| 2013年4月27日  | Super★Premium vol.4         | DIAMOND HALL | AKINO with bless4 |
| 2015年5月23日  | Super★Premium vol.6         | Zepp Nagoya  | AKINO with bless4 |
| 2018年5月26日  | Super★Premium vol.7         | DIAMOND HALL | AKINO with bless4 |
| 2019年10月12日 | Super★Premium vol.8（中止） | DIAMOND HALL | AKINO with bless4 |
| 2024年1月15日  | Super★Premium vol.9         | DIAMOND HALL | AKINO with bless4 |

アニソンキング
| 開催日         | タイトル                                           | 会場             | 名義              |
| -------------- | -------------------------------------------------- | ---------------- | ----------------- |
| 2009年12月31日 | キングラン アニソン紅白2009                        | 東京ドームシティ | AKINO with bless4 |
| 2010年12月31日 | キングラン アニソン紅白2010 supported by スカパー! | ニューピアホール | AKINO with bless4 |
| 2012年12月31日 | キングラン Presents アニソンキング                 | 新宿文化センター | AKINO with bless4 |

ANIMAX MUSIX
| 開催日         | タイトル                   | 会場                   | 名義              |
| -------------- | -------------------------- | ---------------------- | ----------------- |
| 2010年5月15日  | ANIMAX MUSIX SPRING 2010   | 東京ドームシティホール |                   |
| 2010年11月3日  | ANIMAX MUSIX FALL 2010     | 横浜アリーナ           |                   |
| 2012年11月4日  | ANIMAX MUSIX 2012          | 横浜アリーナ           | AKINO with bless4 |
| 2015年11月21日 | ANIMAX MUSIX 2015 YOKOHAMA | 横浜アリーナ           | AKINO with bless4 |
| 2016年11月23日 | ANIMAX MUSIX 2016 YOKOHAMA | 横浜アリーナ           | AKINO with bless4 |

アニうた KITAKYUSHU
| 開催日        | タイトル                                                   | 会場                 | 名義              |
| ------------- | ---------------------------------------------------------- | -------------------- | ----------------- |
| 2011年2月12日 | アニうた KITAKYUSHU 2011                                   | 北九州メディアドーム |                   |
| 2012年4月28日 | あるあるCity LIVE PROJECT “A3”                             | 西日本総合展示場新館 | AKINO with bless4 |
| 2016年11月5日 | 北九州ポップカルチャーフェスティバル2016 with あるあるCITY | 西日本総合展示場新館 | AKINO with bless4 |

アニぱら音楽館 EXTREME LIVE
- アニぱら音楽館 EXTREME LIVE 2011（2011年3月6日 / SHIBUYA-AX）[224]

マチ★アソビ
- マチ★アソビ vol.9 あるあるCITY Presents AKINO with bless4 LIVE!（2012年10月6日 / 眉山林間＋新町橋東公園ステージ）

ANIME JAPAN FES
| 開催日        | タイトル                    | 会場            | 名義              |
| ------------- | --------------------------- | --------------- | ----------------- |
| 2012年8月10日 | ANIME JAPAN FES 2012 夏の陣 | Zepp Diver City | AKINO with bless4 |
| 2014年8月8日  | ANIME JAPAN FES 2014 夏の陣 | Zepp Tokyo      | AKINO with bless4 |
| 2015年8月14日 | ANIME JAPAN FES 2015 夏の陣 | Zepp Tokyo      | AKINO with bless4 |
| 2016年8月12日 | ANIME JAPAN FES 2016 夏の陣 | Zepp Tokyo      | AKINO with bless4 |

ニコニコ超会議
| 開催日        | タイトル                                                      | 会場       | 名義              |
| ------------- | ------------------------------------------------------------- | ---------- | ----------------- |
| 2014年4月26日 | ニコニコ超パーティーIII                                       | 幕張メッセ | AKINO with bless4 |
| 2025年4月27日 | ニコニコ超会議2025 みんなで作る! ネットからの差し入れ超カレー | 幕張メッセ | AKINO with bless4 |
| 2025年4月27日 | ニコニコ超会議2025 超ニコニコ盆踊り                           | 幕張メッセ | AKINO with bless4 |

かなざわ アニメソングフェス
| 開催日        | タイトル                                       | 会場                | 名義              |
| ------------- | ---------------------------------------------- | ------------------- | ----------------- |
| 2016年3月19日 | Kanazawa Anisong Fes 2016                      | 本多の森ホール      | AKINO with bless4 |
| 2019年5月11日 | アニソン温泉 in のとや ANISONG×ONSEN「ANISEN」 | 旅亭懐石のとや      | AKINO with bless4 |
| 2021年1月23日 | ANIKAN -かなざわアニメソングフェス2021-        | 北國新聞 赤羽ホール | AKINO with bless4 |

ナゴヤ アニソンフェス
| 開催日       | タイトル                                                       | 会場                    | 名義              |
| ------------ | -------------------------------------------------------------- | ----------------------- | ----------------- |
| 2016年8月6日 | ナゴヤアニソンフェス2016 in 名古屋城                           | 名古屋城二の丸広場      | AKINO with bless4 |
| 2017年8月5日 | ナゴヤアニソンフェス2017 世界コスプレサミット 15周年記念ライブ | 愛知県芸術劇場 大ホール | AKINO with bless4 |

アニエラフェスタ
| 開催日        | タイトル                                 | 会場     | 名義              |
| ------------- | ---------------------------------------- | -------- | ----------------- |
| 2018年9月1日  | アニエラフェスタ2018                     | 駒場公園 | AKINO with bless4 |
| 2021年9月18日 | NAGANO ANIERA FESTA 2020 to 2021（中止） | 駒場公園 | AKINO with bless4 |
| 2022年9月17日 | NAGANO ANIERA FESTA 20〜22               | 駒場公園 | AKINO with bless4 |

くまフェス
- くまフェス2022（2022年11月6日 / 熊本まちなか広場）[239]

アニメJAM
- アニメJAM2022（2022年12月24日 / 立川ステージガーデン）[240]

とちてれ★アニメフェスタ!
- とちてれ★アニメフェスタ! 2023（2023年5月6日 / オリオンスクエア）[241]

Anime Friends
| 開催日        | タイトル           | 会場             | 名義              |
| ------------- | ------------------ | ---------------- | ----------------- |
| 2023年7月14日 | Anime Friends 2023 | DISTRITO ANHEMBI | AKINO with bless4 |
| 2025年7月4日  | Anime Friends 2025 | DISTRITO ANHEMBI | AKINO with bless4 |

北九州ポップカルチャーフェスティバル
- アパマンショップ KPF2025 suppoted by いいちこ（2025年11月15日 / 北九州メッセ）[244]

### アニメ作品イベント
| 開催日   | イベント                                                                                        | 会場                         | 名義                        |
| 2005年   | 2005年                                                                                          | 2005年                       | 2005年                      |
| -------- | ----------------------------------------------------------------------------------------------- | ---------------------------- | --------------------------- |
| 3月15日  | 『創聖のアクエリオン』完成披露プレミアム記者発表会 ～あなたと合体したい…～                      | 銀座ヤマハホール             |                             |
| 4月2日   | 『創聖のアクエリオン』スペシャルトーク＆ライブ                                                  | 東京ビッグサイト             |                             |
| 8月20日  | 「1万2千年のラブレター」キャラホビ2005トーク＆ライブイベント                                    | 幕張メッセ                   |                             |
| 2011年   |                                                                                                 |                              |                             |
| 2月4日   | SANKYO『CRフィーバー創聖のアクエリオン 転翅篇』プレミアムイベント                               | ベルサール秋葉原             |                             |
| 12月3日  | 『アクエリオンEVOL』神話的製作発表会                                                            | ベルサール秋葉原             | AKINO with bless4           |
| 2012年   |                                                                                                 |                              |                             |
| 2月4日   | 『リアル出逢いゲーム』×『アクエリオンEVOL』一万二千年後の邂逅 -謎が解けたら合体-                | 西武ドーム                   | AKINO with bless4           |
| 7月28日  | 『LOVE@New Dimension』発売記念イベント～二万四千年前から愛してる！                              | 千里セルシー広場             | AKINO with bless4           |
| 7月30日  | 『LOVE@New Dimension』発売記念イベント～二万四千年前から愛してる！                              | ラゾーナ川崎・ルーファ広場   | AKINO with bless4           |
| 8月19日  | 『アクエリオンEVOL』神話的サマフェス～夏ってLOVE MAX♪                                           | Zepp Tokyo                   | AKINO with bless4           |
| 8月19日  | 『アクエリオンEVOL』神話的サマフェス～夏ってLOVE MAXな夕涼み☆～                                 | Zepp Tokyo                   | AKINO with bless4           |
| 2013年   |                                                                                                 |                              |                             |
| 3月25日  | 『パチスロ創聖のアクエリオンⅡ』新型機発表展示会                                                 | ベルサール秋葉原             | AKINO with bless4           |
| 2014年   |                                                                                                 |                              |                             |
| 8月9日   | TBSアニメフェスタ『甘城ブリリアントパーク』                                                     | 文京シビックホール           | AKINO with bless4           |
| 11月1日  | 「エクストラ・マジック・アワー」発売記念インストアイベント                                      | アーバンドックららぽーと豊洲 | AKINO with bless4           |
| 11月3日  | 「エクストラ・マジック・アワー」発売記念インストアイベント                                      | タワーレコード新宿店         | AKINO with bless4           |
| 11月24日 | 『甘城ブリリアントパーク』OP・EDテーマリリースイベント ～唐突だけど……私と遊園地に行かない？     | 東京ドームシティ             | AKINO with bless4           |
| 12月27日 | 『艦隊これくしょん -艦これ-』先行試写プレミアムライブ・ビューイング                             | 新宿ピカデリー               |                             |
| 2015年   |                                                                                                 |                              |                             |
| 3月14日  | 『艦隊これくしょん -艦これ-』OP＆ED主題歌シングル発売記念W購入イベント                          | ダイバーシティ東京プラザ     |                             |
| 3月21日  | 『艦隊これくしょん -艦これ-』OP＆ED主題歌シングル発売記念W購入イベント                          | 千里セルシー広場             |                             |
| 6月28日  | Project AQUARION 10th ANNIVERSARY 「合体祭～渋公で叫べ“気持ちいぃ～”」                          | 渋谷公会堂                   | AKINO with bless4           |
| 8月9日   | 第二回『艦これ』観艦式                                                                          | パシフィコ横浜               |                             |
| 2016年   |                                                                                                 |                              |                             |
| 1月30日  | 『アクティヴレイド -機動強襲室第八係-』OP＆EDテーマCD発売記念イベント                           | 秋葉原UDX                    | AKINO with bless4           |
| 7月3日   | 『アクティヴレイド -機動強襲室第八係-』Blu-ray&DVD発売記念イベント                              | 豊洲PIT                      | AKINO with bless4           |
| 2018年   |                                                                                                 |                              |                             |
| 10月19日 | Girls Frontline ORCHESTRA 人形×彼岸花                                                           | 上海東方芸術センター         | AKINO with bless4           |
| 2020年   |                                                                                                 |                              |                             |
| 12月18日 | ドールズフロントライン 1ST ONLINE LIVE「OPERATION CALLING」                                     | 配信ライヴ                   | AKINO with bless4           |
| 2025年   |                                                                                                 |                              |                             |
| 1月25日  | 『想星のアクエリオン』×『湘南モノレール』コラボ企画「想星のアクエリオン号」出発式               | 湘南モノレール湘南江の島駅   |                             |
| 1月27日  | 「創聖のアクエリオン Myth of Emotions Ver.」リリース記念リスニングパーティー Day2               | STATIONHEAD（配信）          | AKINO from bless4・福山芳樹 |
| 3月8日   | 『想星のアクエリオン Myth of Emotions』×『JOYSOUND』プレゼントキャンペーンA賞ファンミーティング | 配信イベント                 | AKINO from bless4・福山芳樹 |
| 3月9日   | 「創聖のアクエリオン Myth of Emotions Ver./告白」リリース記念イベント                           | イオンモール幕張新都心       | AKINO from bless4・福山芳樹 |
| 3月22日  | AnimeJapan 2025『想星のアクエリオン Myth of Emotions』                                          | 東京ビッグサイト             |                             |

### 単発ライヴ
2008年
- Super Cosplesson Major Special!!（2月16日 / GSP STUDIO）
- AKIBA net BANK（4月19日 / Studio Cube326）
- TOKYO GIRLS MIX FACTORY vol.1＠Shibuya DUO -Music Exchange-（5月10日 / DUO MUSIC EXCHANGE）[261]
- ケーブルテレビショー2008（6月20日 / 東京ビッグサイト）[262]
- Heart Prints～命の花～（7月25日 / 茅野市民館）
- 星崎なみ / AIKI from bless4 新譜CD発売記念イベント - in store live -（8月7日 / ソフマップ ナディアパーク店）
- GBA Vol.8（11月1日 / 芝浦CUBE326）
- 第23回 宮ヶ瀬クリスマスみんなのつどい（12月10・22日 / 宮ヶ瀬湖畔園地）
- Super Cosplesson Major Special!! vol.3（12月13日 / GSP STUDIO）

2009年
- 所沢キャンパス祭スペシャルライブ（10月25日 / 早稲田大学所沢キャンパス）

2010年
- アニソンRush（6月6日 / よみうりランド）[263]

2011年
- Super Cosplesson Major Special!! vol.5（4月16日 / GSP STUDIO）
- 2.5コスプレパーティー（9月9日 / 東京キネマ倶楽部）[264]

2012年
- 札幌スクールオブミュージック専門学校 春の体験入学（5月23日 / 札幌スクールオブミュージック専門学校）[265]
- 萌えカル文化祭2012（6月2日 / 大田区産業プラザ）[266]
- Girl's Wonder Land 2012（8月11日 / CLUB CITTA'川﨑）[267]
- ジャパンアニソンカップ2012（8月13日 / 東京国際フォーラル）[268]
- 夏祭り IN あるあるCity SPECIAL LIVE（8月26日 / あるあるYY劇場）[269][270]
- 広島国際大学大学祭ライブ（10月27日 / 広島国際大学）
- 昭和女子大学大学祭ライブ（11月10日 / 昭和女子大学）
- アパマンショップ全国大会（11月28日 / 高輪グランドプリンスホテル）[271]
- あにぱ！Vol.01（12月1日 / 福井県文化施設 響のホール）

2013年
- GSP STUDIO 10th Anniversary Week!! vol.1（5月3日 / GSP STUDIO）
- ひめマニア2013 in SUMMER ～サブカル夏祭り～（8月10日 / 松山市総合コミュニティセンター）[272]
- アニメナイト in 福井 〜Let's Have A Party♪〜（11月2日 / 福井県文化施設 響のホール）[273]
- アニソンバトルラッシュEAST JAPAN関西（12月28日 / 心斎橋SUNHALL）

2014年
- 世界コスプレチャンピオンシップ2014（8月2日 / 愛知県芸術劇場 大ホール）[274]

2015年
- あにめろでぃ♪ トークLIVE!!（2月13日 / サブカルビル あにめろでぃ♪）
- Super Cosplesson vol.100 祝! 100回（2月14日 / GSP STUDIO）
- AKINO with bless4 in あるある夏祭り（7月17日 / 小倉あるあるCity2F マチ★アソビCAFE北九州）[275]
- 明治安田生命J2リーグ 第24節（7月18日 / レベルファイブスタジアム）[276]
- NEO GENERATION 2015 "Anisong J-girls live in Guangzhou 2015"（7月25日 / 广州蓓蕾剧院）[277]

2016年
- ANISON HISTORY Japan!!（3月30日 / NHKホール）[278]
- AKINO with bless4 ミニLIVE＆トークショー（7月29日 / 小倉あるあるCity2F マチ★アソビCAFE北九州）[279]
- 明治安田生命J1リーグ2ndステージ 第6節（7月30日 / レベルファイブスタジアム）[280]
- アニ★レボ！season2 ファイナル（9月10日 / Zirco Tokyo）
- スポーツ・オブ・ハート・ミュージックフェス2016（10月14日 / 国立代々木競技場 第一体育館）[281]
- 金沢大学 第53回金大祭（10月29日 / 金沢大学）[282]

2018年
- アニダン GRAND PRIX vol.6（8月19日 / 舞浜アンフィシアター）
- Fly-N Presents YAちゃおうぜ！～夏だ！アニソンだ！ヲタ芸だ！～（8月24日 / ell.FITS ALL）[283]

2019年
- FlyingDog10周年記念LIVE ー犬フェス!ー（2月2日 / 武蔵野の森総合スポーツプラザ）[61]
- 50th Anniversary 堀江美都子 Birthday LIVE 2019（3月10日 / Motion Blue YOKOHAMA）
- 城北公園フェア2019「SHIROKITAアニソングランプリ」（6月1日 / 城北公園）
- DERAGAYA! FESTIVAL2019 前夜祭（8月9日 / Zepp Nagoya）[284]

2021年
- アニソン GUILD LIVE vol.8（9月20日 / 池袋 LINE INN ROSA）[285]
- 音読～オトヨミ～（12月21 - 22日 / 赤羽会館）[96]

2022年
- B.LEAGUE QUARTERFINALS 2021‐22（5月14日 / 船橋アリーナ）[286]
- MIZUKIノンストップ2 〜10th Anniversary ver.〜（7月23日 / GRIT at Shibuya）[287]
- 服の交換会 ファッションショー（9月12日 / 新宿マルイ）
- アニレーク!! vol.10（10月2日 / サンシャインビーチ）
- My First（12月3日 / bless4スタジオ）
- Ressaca Friends2022（12月17 - 18日 / Pavilhão de Exposições Anhembi）[288][289]

2023年
- GSP 20th Anniversary!!（5月2 - 3日 / GSP STUDIO）
- サンキュー（5月20日 / bless4スタジオ）
- 第42回 横浜開港祭2023「アニソンRUSH」（6月2日 / 臨港パーク）[290]
- Aichiアニソンフェス（10月7日 / モリコロパーク）[291]
- 超アニメ音楽祭「super ani-party」（11月12日 / 台北南港展示センター ホール2）[292]
- Ⅰ♡アイ♡愛（12月2日 / bless4スタジオ）
- Yumechalle Runway（12月15日 / 大阪市中央公会堂）

2024年
- groupdandy新年会（1月25日 / 国立代々木競技場 第二体育館）
- 東京eスポーツフェスタ（1月26日 / 東京ビッグサイト）
- AICHI WELLNESS & FAMILY FESTA 2024（3月9日 / ドルフィンズアリーナ）[293]
- KANASA BIRTHDAY LIVE（7月6日 / bless4スタジオ）
- としまビールフェス（8月12日 / グローバルリングシアター）[294]
- アップサイクルフェス2024（8月17 - 18日 / 川崎市コンベンションホール）[295]
- AKABANE SONIC 2024（8月24日 / 北國新聞 赤羽ホール）[296]
- Call Me!（12月1日 / bless4スタジオ）

2025年
- AKINO誕生日会（1月4日 / bless4スタジオ）[297]
- あっぱれ! アニソン＆アイドル!!（2月7日 / DIAMOND HALL）
- HNGSONIC2025 -冬-（2月16日 / 上野恩賜公園野外ステージ）
- アニメ・マンガ・ゲーム中心エンタメ業界親睦会（3月9日 / WARP SHINJUKU）[298]
- スペシャルライブ in かわさきフェア等々力緑地（4月5日 / 等々力緑地 催し物広場）[299]
- 姫CON2025（4月20日 / アクリエひめじ）[300]
- SATELIGHT 30th Anniversary SATEFES!（5月24 - 25日 延期 / パシフィコ横浜国立大ホール）[301]
- アップサイクルフェス2025（8月16 - 17日 / 川崎市コンベンションホール）

### チャリティーコンサート
2010年
- ほたるの町チャリティーコンサート（5月8日 / 辰野町民会館）[302]

2011年
- がんばれ日本! チャリティーコンサート（6月24日 / 茅野市民館）[303]

2025年
- 株式会社ルミナス × アニソンフラッグ × 推し犬プロジェクトチャリティーライブ（2月1日 / 日比谷野外音楽堂）[304]
- アニソン推しの街・石川県を作ろう! Vol.1（7月26日 / REDSUN）[305]

### テレビ出演
詳しくは『bless4テレビ番組』のページを参照
2008年
- BS永遠の音楽アニメ主題歌大全集（5月4日 / BShi）[306]

2009年
- アニメロサマーライブ2008 -Challenge- ～日本最大級アニソンLIVEの全貌～（1月11日 / TBS系列）[307]
- BS永遠の音楽アニメ主題歌大全集（5月2日 / BShi）[306]
- サタ★テン（9月19日 / NHK総合）

2010年
- 歌の楽園 「アニメソング特集」（10月24日 / テレビ東京系列）[308]

2011年
- さんまのSUPERからくりTV 「芸能界最強は誰だ!? 第7回芸能人かえうた王決定戦SP」（4月17日 / TBS系列）[308]
- あにてれPresents アニソンぷらす+（12月26日 / テレビ東京系列）[308]

2012年
- あにてれPresents アニソンぷらす+ LIVE2012（1月2日 / テレビ東京系列）[308]
- あにてれPresents アニソンぷらす+（1月9日 / テレビ東京系列）[308]
- あにてれPresents アニソンぷらす+（5月28日 / テレビ東京系列）[308]
- あにてれPresents アニソンぷらす+（7月16日 / テレビ東京系列）[308]
- アニソンぷらす+ ジャパンアニソンカップ2012（9月16日 / テレビ東京系列）[308]

2014年
- 開運音楽堂【加藤一華の開運特報 & 注目の音楽PV & アーティスト】（12月20日 / TBS系列）[308]

2015年
- 黒ちゃんねる（3月6日 / テレビ愛知）[309]
- アニメソング史上最大の祭典 ～アニメロサマーライブ2015～ Vol.1（11月15日 / NHK BSP）[310]

2016年
- アニソンヒストリージャパン（3月31日 / NHK BSP）[311]
- アニソンヒストリージャパン 完全版（5月1日 / NHK BSP）[312]
- アニゲー☆イレブン!（11月10日 / BS11）[131]
- アニメソング史上最大の祭典 ～アニメロサマーライブ2016～ Vol.1（11月13日 / NHK BSP）[313]
- アニメソング史上最大の祭典 ～アニメロサマーライブ2016～ Vol.2（11月20日 / NHK BSP）[313]

2020年
- THEカラオケ★バトル（10月25日 / テレビ東京系列）[69]

2021年
- ニンゲン観察バラエティ モニタリング（9月9日 / TBS系列）[90]
- 歌ネタゴングSHOW 爆笑!ターンテーブル（10月5日 / TBS系列）[93]

2024年
- アイドル&アニソンの祭典・Super★Premium vol.9（2月2日 / テレビ愛知）[314]
- あっぱれ! KANAGAWA大行進（10月19日 / テレビ神奈川）[315]

2025年
- 加藤タクヤは感動したい!（3月14日 / 三重テレビ）[316]
- Mulheres（7月2日 / TV Gazeta）[317]

### CM
- SANKYO『アクエリオン』シリーズ[注 6]

### YouTube出演
| 公開日         | チャンネル                   | リンク |
| -------------- | ---------------------------- | ------ |
| 2016年11月2日  | gachanavi                    | 動画01 |
| 2021年1月9日   | KAT-TV                       | 動画01 |
| 2021年2月13日  | KAT-TV                       | 動画02 |
| 2021年3月13日  | KAT-TV                       | 動画03 |
| 2021年4月10日  | KAT-TV                       | 動画04 |
| 2021年5月8日   | KAT-TV                       | 動画05 |
| 2022年2月12日  | KAT-TV                       | 動画06 |
| 2022年8月13日  | KAT-TV                       | 動画07 |
| 2022年9月10日  | KAT-TV                       | 動画08 |
| 2022年10月8日  | KAT-TV                       | 動画09 |
| 2022年11月12日 | KAT-TV                       | 動画10 |
| 2023年1月14日  | KAT-TV                       | 動画11 |
| 2023年2月11日  | KAT-TV                       | 動画12 |
| 2023年6月11日  | KAT-TV                       | 動画13 |
| 2023年8月12日  | KAT-TV                       | 動画14 |
| 2023年9月9日   | KAT-TV                       | 動画15 |
| 2023年11月11日 | KAT-TV                       | 動画16 |
| 2023年12月9日  | KAT-TV                       | 動画17 |
| 2021年8月1日   | アニソンフラッグ             | 動画01 |
| 2021年8月4日   | アニソンフラッグ             | 動画02 |
| 2021年8月8日   | アニソンフラッグ             | 動画03 |
| 2021年8月11日  | アニソンフラッグ             | 動画04 |
| 2021年8月15日  | アニソンフラッグ             | 動画05 |
| 2021年8月18日  | アニソンフラッグ             | 動画06 |
| 2021年8月22日  | アニソンフラッグ             | 動画07 |
| 2021年9月18日  | しらスタ【歌唱力向上委員会】 | 動画01 |
| 2021年12月19日 | Vマ＋                        | 動画01 |
| 2022年9月8日   | bless4チャンネル             | 配信01 |
| 2022年9月22日  | bless4チャンネル             | 配信02 |
| 2024年4月30日  | bless4チャンネル             | 動画01 |
| 2022年12月17日 | Anime Friends                | 配信01 |
| 2023年7月27日  | 兎桃みみこ / MimikoTomomo    | 配信01 |
| 2023年8月10日  | 兎桃みみこ / MimikoTomomo    | 配信02 |
| 2023年8月17日  | 兎桃みみこ / MimikoTomomo    | 配信03 |
| 2023年8月24日  | 兎桃みみこ / MimikoTomomo    | 配信04 |
| 2023年12月14日 | Fly-N フライン               | 動画01 |
| 2024年4月19日  | クリスタル ケイ              | 動画01 |
| 2024年4月26日  | クリスタル ケイ              | 動画02 |
| 2025年3月14日  | THE FIRST TAKE               | 動画01 |
| 2025年3月20日  | 加藤タクヤは感動したい!      | 動画01 |
| 2025年5月4日   | シアーミュージック           | 動画01 |
| 2025年5月23日  | クックマート                 | 動画01 |
| 2025年5月25日  | クックマート                 | 動画02 |
| 2025年6月28日  | Chemi Akutami "the Audition" | 動画01 |
| 2025年7月2日   | Mulheres                     | 動画01 |

### ラジオ
2000年代
- こむちゃっとカウントダウン 第149回（2005年8月13日 / 文化放送）

2010年代
- こむちゃっとカウントダウン 第484回（2012年2月11日 / 文化放送）[318]
- ユアエルム presents RADIO SURPRISE!! SPRING FESTIVAL（2012年4月30日 / ベイエフエム）[319]
- A&G 超RADIO SHOW〜アニスパ!〜（2012年7月7日 / 高知放送ほか）[320]
- ANI-TAMA-ZOO Safari（2012年7月22日 / ラジオ関西）[321]
- K・WEST ENTAME GENERATION（2012年7月31日 / ベイエフエム）[322]
- アニキン～Skytree Radio（2012年8月4日 / 文化放送）[323]
- ミュージックナビ〜昨日と今日との交差点〜（2014年12月16日 / TBSラジオ）
- こむちゃっとカウントダウン 第647回（2015年3月28日 / 文化放送）[324]
- アーティスト・セルフ・ポートレート（2016年11月14 - 20日 / USEN C26ch）
- ANIME RADIO（2019年9月19日 / たかはぎFM）

2020年代
- Sanacoの音ダイバー（2020年3月6日 / Tokyo Star Radio）
- 60TRY部（2021年3月18日 / ラジオ日本）
- A&Gショップ Presents 田口尚平と前川涼子のスーパーラジオショッピング（2021年3月19日 / 超!A&G+）[325]
- 鈴木みのりと笑顔満タンで！（2021年3月20日 / 文化放送）
- 青春ラジメニア（2021年3月20日 / ラジオ関西）[326]
- アーティスト・セルフ・ポートレート（2021年3月22 - 28日 / USEN C26ch）
- 琉球リミテッド～かりゆし超特急～（2021年5月11日 / かわさきFM）[327]
- かわさきDOWNSTREAM（2024年4月30日 / かわさきFM）[328]
- YOKOHAMA RADIO APARTMENT「笑顔モリモリらじお☆彡」（2025年1月29日 / 横浜エフエム放送）

### パチンコ・パチスロ機
- SANKYO『CRF創聖のアクエリオン』（2007年）
  - 「創聖のアクエリオン」（エレメント合体Ver.）IN
  - 「Go Tight!」（エレメント合体Ver.）IN
  - 「荒野のヒース」（リーナ・ルーンVer.）IN
- SANKYO『パチスロ創聖のアクエリオン』（2011年）
  - 「創聖のアクエリオン」IN
  - 「Go Tight!」IN
  - 「荒野のヒース」IN
- SANKYO『CRF創聖のアクエリオン 転翅篇』（2011年）
  - 「創聖のアクエリオン」IN
  - 「Go Tight!」IN
  - 「荒野のヒース」IN
- SANKYO『CRF創聖のアクエリオンIII』（2012年）
  - 「創聖のアクエリオン」IN
  - 「Go Tight!」IN
  - 「荒野のヒース」IN
  - 「プライド～嘆きの旅」IN

- SANKYO『パチスロ 創聖のアクエリオンⅡ』（2013年）
  - 「創聖のアクエリオン」IN
  - 「Go Tight!」IN
  - 「荒野のヒース」IN
  - 「プライド～嘆きの旅」IN
  - 「Genesis of Aquarion」IN
- SANKYO『CRFアクエリオンEVOL』（2015年）
  - 「君の神話〜アクエリオン第二章」IN
  - 「パラドキシカルZOO」IN
  - 「イヴの断片」IN
  - 「創聖のアクエリオン お兄さまと」IN
  - 「Go Tight!」IN
  - 「ZERO ゼロ」IN
  - 「Genesis of Aquarion」IN
  - 「荒野のヒース」IN

- SANKYO『CRFアクエリオンW R』（2018年）
  - 「君の神話〜アクエリオン第二章」IN
  - 「パラドキシカルZOO」IN
  - 「イヴの断片」IN
  - 「創聖のアクエリオン お兄さまと」IN
  - 「Go Tight!」IN
  - 「ZERO ゼロ」IN
  - 「プライド～嘆きの旅」IN

- SANKYO『PFアクエリオンW 最終決戦ver.』（2019年）
  - 「君の神話〜アクエリオン第二章」IN
  - 「パラドキシカルZOO」IN
  - 「イヴの断片」IN
  - 「創聖のアクエリオン お兄さまと」IN
  - 「Go Tight!」IN
  - 「ZERO ゼロ」IN
  - 「プライド～嘆きの旅」IN

- SANKYO『PFアクエリオン ALL STARS』（2020年）
  - 「荒野のヒース」IN
  - 「創聖のアクエリオン お兄さまと」IN
  - 「君の神話〜アクエリオン第二章」IN
  - 「ZERO ゼロ」IN
  - 「パラドキシカルZOO」IN

- SANKYO『パチスロ アクエリオン ALL STARS』（2022年）
  - 「君の神話〜アクエリオン第二章」IN
  - 「パラドキシカルZOO」IN
  - 「創聖のアクエリオン お兄さまと」IN
  - 「Go Tight!」IN
  - 「荒野のヒース」IN

- SANKYO『PFアクエリオン極合体』（2023年）
  - 「創聖のアクエリオン お兄さまと」IN
  - 「荒野のヒース」IN
  - 「Go Tight!」IN
  - 「君の神話〜アクエリオン第二章」IN

### ゲーム作品
2008年
- シミュレーションRPG『スーパーロボット大戦Z』
  - 「創聖のアクエリオン」IN
  - 「Go Tight!」IN

2010年
- ロボットアクションゲーム『Another Century's Episode:R』
  - 「創聖のアクエリオン」IN
  - 「Go Tight!」IN

2011年
- シミュレーションRPG『第2次スーパーロボット大戦Z 破界篇』
  - 「創聖のアクエリオン」IN

2012年
- シミュレーションRPG『第2次スーパーロボット大戦Z 再世篇』
  - 「創聖のアクエリオン」IN

2013年
- リズムアクションゲーム『jubeat plus』『REFLEC BEAT plus』[329]
  - 「創聖のアクエリオン」IN
  - 「Go Tight!」IN
  - 「君の神話～アクエリオン第二章」IN
  - 「パラドキシカルZOO」IN

2014年
- シミュレーションRPG『第3次スーパーロボット大戦Z 時獄篇』
  - 「君の神話〜アクエリオン第二章」IN
  - 「Genesis of LOVE〜愛の起源」IN

- 女性向け恋愛AVG『戦場の円舞曲』[41]
  - 「運命の前奏曲」OP
  - 「たった一つの魔法」ED（bless4名義）

2015年
- シミュレーションRPG『第3次スーパーロボット大戦Z 天獄篇』
  - 「創聖のアクエリオン」IN
  - 「君の神話〜アクエリオン第二章」IN

- アーケード本格音楽ゲーム『crossbeats REV.』[330]
  - 「海色」IN

- リズムアクションゲーム『禁断合体オトゲリオン』[331]
  - 「創聖のアクエリオン お兄さまと」IN
  - 「荒野のヒース」IN
  - 「君の神話〜アクエリオン第二章」IN

2016年
- 協力アクションRPG『蒼空のリベラシオン』[332]
  - 「OVERNIGHT REVOLUTION」TM
- アーケード本格音楽ゲーム『crossbeats REV.』[333]
  - 「Chase the WAVE」OR
- カードRPG『サッカースピリッツ』[334]
  - 「Soccer Spirits」OP

2017年
- 無料コンテンツ体感合体『アクエリオン・EVOL』
  - 「創聖のアクエリオン」IN

2018年
- 戦略シミュレーションゲーム『ドールズフロントライン』
  - 「What Am I Fighting For」TM

2019年
- 戦略シミュレーションゲーム『ドールズフロントライン』
  - 「シラカバの光」ED

2021年
- メカ少女×ターン制戦略RPG『アーテリーギア-機動戦姫-』[335]
  - 「The Real Heart」OP
- アーケード音楽ゲーム『CHUNITHM NEW』[336]
  - 「エクストラ・マジック・アワー」IN

2022年
- オンラインRPG『ファイナルファンタジーXIV』[337]
  - 「Scream」IN

2024年
- オンラインRPG『ファイナルファンタジーXIV』
  - 「Smile」ED

2025年
- パズル×音ゲー『QQQbeats!!!』
  - 「創聖のアクエリオン」IN

### コミックドラマ
- 真・週刊コミックTV＋『超人ロック ニルヴァーナ』（2010年）
  - 「The End begins」TM

## 玩具・グッズ
※SANKYO パチンコ稼働・導入支援品
- CR創聖のアクエリオン『一万二千年の眠りから目覚めるアラームクロック』（2010年）
  - 「創聖のアクエリオン」IN

## 書籍

### 写真集
| #   | 発売日        | タイトル | 販売元                 | 名義              |
| --- | ------------- | -------- | ---------------------- | ----------------- |
| 1st | 2016年4月23日 | Decennia | 川満アート・テイメント | AKINO with bless4 |

### 新聞
- 東京新聞
  - 響け 4兄妹の歌声（2012年9月4日）[338]
- 北國新聞
  - アニソン熱く、ファン魅了 金沢でフェス（2021年1月24日）[339]
  - アニソンで能登を元気に 金沢で復興ライブ（2025年7月27日）[340]

### 漫画
- 秋田書店のあほすたさん - 57話（2024年）

## タイアップ一覧
※名義欄の記入無き限り『AKINO』/『AKINO from bless4』名義
| 楽曲                                     | タイアップ                                                                   | 名義                                 |
| ---------------------------------------- | ---------------------------------------------------------------------------- | ------------------------------------ |
| 創聖のアクエリオン                       | テレビアニメ『創聖のアクエリオン』前期OP主題歌                               |                                      |
| 創聖のアクエリオン                       | PS2ソフト『創聖のアクエリオン』CMソング                                      |                                      |
| 創聖のアクエリオン                       | OVA『創星のアクエリオン』シリーズテーマソング                                |                                      |
| 創聖のアクエリオン                       | アニメ映画『劇場版アクエリオン -創星神話篇-』テーマソング                    |                                      |
| 創聖のアクエリオン                       | SANKYO『パチスロ創聖のアクエリオン』実機搭載曲                               |                                      |
| 創聖のアクエリオン                       | SANKYO『CRF創聖のアクエリオン 転翅篇』実機搭載曲                             |                                      |
| 創聖のアクエリオン                       | テレビアニメ『アクエリオンEVOL』挿入歌                                       |                                      |
| 創聖のアクエリオン                       | SANKYO『CRF創聖のアクエリオンIII』実機搭載曲                                 |                                      |
| 創聖のアクエリオン                       | SANKYO『パチスロ創聖のアクエリオンⅡ』実機搭載曲                              |                                      |
| 創聖のアクエリオン                       | リズムアクションゲーム『jubeat plus』『REFLEC BEAT plus』搭載曲              |                                      |
| 創聖のアクエリオン                       | テレビアニメ『アクエリオンロゴス』挿入歌                                     |                                      |
| 創聖のアクエリオン                       | PS Plus体感合体『アクエリオン・EVOL』搭載曲                                  |                                      |
| 創聖のアクエリオン                       | 河森正治 プロデビュー40周年記念展『河森正治EXPO』告知PV起用曲                |                                      |
| 創聖のアクエリオン                       | Nintendo Switchゲーム『QQQbeats!!!』収録曲                                   |                                      |
| Go Tight!                                | テレビアニメ『創聖のアクエリオン』後期OPテーマ                               |                                      |
| Go Tight!                                | SANKYO『パチスロ創聖のアクエリオン』実機搭載曲                               |                                      |
| Go Tight!                                | SANKYO『CRF創聖のアクエリオン 転翅篇』実機搭載曲                             |                                      |
| Go Tight!                                | テレビアニメ『アクエリオンEVOL』挿入歌                                       |                                      |
| Go Tight!                                | SANKYO『CRF創聖のアクエリオンIII』実機搭載曲                                 |                                      |
| Go Tight!                                | SANKYO『パチスロ創聖のアクエリオンⅡ』実機搭載曲                              |                                      |
| Go Tight!                                | リズムアクションゲーム『jubeat plus』『REFLEC BEAT plus』搭載曲              |                                      |
| Go Tight!                                | OVA『創勢のアクエリオンEVOL』挿入歌                                          |                                      |
| Go Tight!                                | SANKYO『CRFアクエリオンEVOL』実機搭載曲                                      |                                      |
| Go Tight!                                | SANKYO『CRFアクエリオンW R』実機搭載曲                                       |                                      |
| Go Tight!                                | SANKYO『PFアクエリオンW 最終決戦ver.』実機搭載曲                             |                                      |
| Go Tight!                                | SANKYO『パチスロ アクエリオン ALL STARS』実機搭載曲                          |                                      |
| Go Tight!                                | SANKYO『PFアクエリオン極合体』実機搭載曲                                     |                                      |
| プライド～嘆きの旅                       | テレビアニメ『創聖のアクエリオン』挿入歌                                     |                                      |
| プライド～嘆きの旅                       | テレビアニメ『アクエリオンEVOL』挿入歌                                       |                                      |
| プライド～嘆きの旅                       | SANKYO『CRF創聖のアクエリオンIII』実機搭載曲                                 |                                      |
| プライド～嘆きの旅                       | SANKYO『パチスロ創聖のアクエリオンⅡ』実機搭載曲                              |                                      |
| プライド～嘆きの旅                       | SANKYO『CRFアクエリオンW R』実機搭載曲                                       |                                      |
| プライド～嘆きの旅                       | SANKYO『PFアクエリオンW 最終決戦ver.』実機搭載曲                             |                                      |
| 荒野のヒース                             | テレビアニメ『創聖のアクエリオン』特別EDテーマ/挿入歌                        |                                      |
| 荒野のヒース                             | アニメ映画『劇場版アクエリオン -創星神話篇-』挿入歌                          |                                      |
| 荒野のヒース                             | SANKYO『パチスロ創聖のアクエリオン』実機搭載曲                               |                                      |
| 荒野のヒース                             | SANKYO『CRF創聖のアクエリオン 転翅篇』実機搭載曲                             |                                      |
| 荒野のヒース                             | テレビアニメ『アクエリオンEVOL』挿入歌                                       |                                      |
| 荒野のヒース                             | SANKYO『CRF創聖のアクエリオンIII』実機搭載曲                                 |                                      |
| 荒野のヒース                             | SANKYO『パチスロ創聖のアクエリオンⅡ』実機搭載曲                              |                                      |
| 荒野のヒース                             | OVA『創勢のアクエリオンEVOL』挿入歌                                          |                                      |
| 荒野のヒース                             | リズムアクションゲーム『禁断合体オトゲリオン』搭載曲                         |                                      |
| 荒野のヒース                             | SANKYO『CRFアクエリオンEVOL』実機搭載曲                                      |                                      |
| 荒野のヒース                             | SANKYO『PFアクエリオン ALL STARS』実機搭載曲                                 |                                      |
| 荒野のヒース                             | SANKYO『パチスロ アクエリオン ALL STARS』実機搭載曲                          |                                      |
| 荒野のヒース                             | SANKYO『PFアクエリオン極合体』実機搭載曲                                     |                                      |
| ニケ15歳                                 | テレビアニメ『創聖のアクエリオン』挿入歌                                     |                                      |
| ニケ15歳                                 | テレビアニメ『アクエリオンEVOL』挿入歌                                       |                                      |
| Genesis of Aquarion                      | テレビアニメ『創聖のアクエリオン』最終話挿入歌                               |                                      |
| Genesis of Aquarion                      | テレビアニメ『アクエリオンEVOL』挿入歌                                       |                                      |
| Genesis of Aquarion                      | SANKYO『パチスロ創聖のアクエリオンⅡ』実機搭載曲                              |                                      |
| Genesis of Aquarion                      | SANKYO『CRFアクエリオンEVOL』実機搭載曲                                      |                                      |
| Chance To Shine                          | 日仏合作アニメ『Ōban・Star-Racers』OPテーマ                                  |                                      |
| 素足                                     | OVA『創星のアクエリオン -裏切りの翼-』EDテーマ                               |                                      |
| The End begins                           | 真・週刊コミックTV＋『超人ロック ニルヴァーナ』テーマソング                  | AKINO with bless4                    |
| 運命のプロローグ                         | 空想アニメ『クロスピース』関連曲                                             | 王族BAND, AKINO from bless4          |
| 君の神話〜アクエリオン第二章             | テレビアニメ『アクエリオンEVOL』前期OP主題歌                                 | AKINO with bless4                    |
| 君の神話〜アクエリオン第二章             | リズムアクションゲーム『jubeat plus』『REFLEC BEAT plus』搭載曲              | AKINO with bless4                    |
| 君の神話〜アクエリオン第二章             | OVA『創勢のアクエリオンEVOL』挿入歌                                          | AKINO with bless4                    |
| 君の神話〜アクエリオン第二章             | リズムアクションゲーム『禁断合体オトゲリオン』搭載曲                         | AKINO with bless4                    |
| 君の神話〜アクエリオン第二章             | SANKYO『CRFアクエリオンEVOL』実機搭載曲                                      | AKINO with bless4                    |
| 君の神話〜アクエリオン第二章             | テレビアニメ『アクエリオンロゴス』挿入歌                                     | AKINO with bless4                    |
| 君の神話〜アクエリオン第二章             | SANKYO『CRFアクエリオンW R』実機搭載曲                                       | AKINO with bless4                    |
| 君の神話〜アクエリオン第二章             | SANKYO『PFアクエリオンW 最終決戦ver.』実機搭載曲                             | AKINO with bless4                    |
| 君の神話〜アクエリオン第二章             | 河森正治 プロデビュー40周年記念展『河森正治EXPO』ロングPV起用曲              | AKINO with bless4                    |
| 君の神話〜アクエリオン第二章             | SANKYO『PFアクエリオン ALL STARS』実機搭載曲                                 | AKINO with bless4                    |
| 君の神話〜アクエリオン第二章             | SANKYO『パチスロ アクエリオン ALL STARS』実機搭載曲                          | AKINO with bless4                    |
| 君の神話〜アクエリオン第二章             | SANKYO『PFアクエリオン極合体』実機搭載曲                                     | AKINO with bless4                    |
| 月光シンフォニア                         | テレビアニメ『アクエリオンEVOL』EDテーマ                                     | AKINO & AIKI from bless4             |
| パラドキシカルZOO                        | テレビアニメ『アクエリオンEVOL』後期OPテーマ                                 | AKINO with bless4                    |
| パラドキシカルZOO                        | リズムアクションゲーム『jubeat plus』『REFLEC BEAT plus』搭載曲              | AKINO with bless4                    |
| パラドキシカルZOO                        | SANKYO『CRFアクエリオンEVOL』実機搭載曲                                      | AKINO with bless4                    |
| パラドキシカルZOO                        | SANKYO『CRFアクエリオンW R』実機搭載曲                                       | AKINO with bless4                    |
| パラドキシカルZOO                        | SANKYO『PFアクエリオンW 最終決戦ver.』実機搭載曲                             | AKINO with bless4                    |
| パラドキシカルZOO                        | SANKYO『PFアクエリオン ALL STARS』実機搭載曲                                 | AKINO with bless4                    |
| パラドキシカルZOO                        | SANKYO『パチスロ アクエリオン ALL STARS』実機搭載曲                          | AKINO with bless4                    |
| イヴの断片                               | テレビアニメ『アクエリオンEVOL』挿入歌                                       |                                      |
| イヴの断片                               | SANKYO『CRFアクエリオンEVOL』実機搭載曲                                      |                                      |
| イヴの断片                               | SANKYO『CRFアクエリオンW R』実機搭載曲                                       |                                      |
| イヴの断片                               | SANKYO『PFアクエリオンW 最終決戦ver.』実機搭載曲                             |                                      |
| ZERO ゼロ                                | テレビアニメ『アクエリオンEVOL』最終話挿入歌                                 |                                      |
| ZERO ゼロ                                | SANKYO『CRFアクエリオンEVOL』実機搭載曲                                      |                                      |
| ZERO ゼロ                                | SANKYO『CRFアクエリオンW R』実機搭載曲                                       |                                      |
| ZERO ゼロ                                | SANKYO『PFアクエリオンW 最終決戦ver.』実機搭載曲                             |                                      |
| ZERO ゼロ                                | SANKYO『PFアクエリオン ALL STARS』実機搭載曲                                 |                                      |
| Genesis of LOVE〜愛の起源                | PS3/PS Vitaソフト『第3次スーパーロボット大戦Z 時獄篇』BGM                    | AKINO with bless4                    |
| エクストラ・マジック・アワー             | テレビアニメ『甘城ブリリアントパーク』OPテーマ                               | AKINO with bless4                    |
| Jet Coaster Ride                         | テレビアニメ『甘城ブリリアントパーク』挿入歌                                 | AKINO with bless4                    |
| 運命の前奏曲                             | PS Vita/Switchゲーム『戦場の円舞曲』OPテーマ                                 |                                      |
| 海色                                     | テレビアニメ『艦隊これくしょん -艦これ-』OPテーマ                            |                                      |
| 海色                                     | アーケードゲーム『crossbeats REV.』搭載曲                                    |                                      |
| 愛と絶望のイデア                         | テレビアニメ『それが声優!』劇中劇『仏戦士ボサツオン』主題歌                  |                                      |
| 創聖のアクエリオン お兄さまと            | リズムアクションゲーム『禁断合体オトゲリオン』搭載曲                         | AKINO with bless4                    |
| 創聖のアクエリオン お兄さまと            | SANKYO『CRFアクエリオンEVOL』実機搭載曲                                      | AKINO with bless4                    |
| 創聖のアクエリオン お兄さまと            | SANKYO『CRFアクエリオンW R』実機搭載曲                                       | AKINO with bless4                    |
| 創聖のアクエリオン お兄さまと            | SANKYO『PFアクエリオンW 最終決戦ver.』実機搭載曲                             | AKINO with bless4                    |
| 創聖のアクエリオン お兄さまと            | SANKYO『PFアクエリオン ALL STARS』実機搭載曲                                 | AKINO with bless4                    |
| 創聖のアクエリオン お兄さまと            | SANKYO『パチスロ アクエリオン ALL STARS』実機搭載曲                          | AKINO with bless4                    |
| 創聖のアクエリオン お兄さまと            | SANKYO『PFアクエリオン極合体』実機搭載曲                                     | AKINO with bless4                    |
| Golden Life                              | テレビアニメ『アクティヴレイド -機動強襲室第八係-』OPテーマ                  | AKINO with bless4                    |
| OVERNIGHT REVOLUTION                     | スマートフォンゲーム『蒼空のリベラシオン』主題歌                             | AKINO with bless4                    |
| Chase the WAVE                           | アーケードゲーム『crossbeats REV.』オリジナル解禁曲                          | Tatsh feat. AKINO with bless4        |
| Soccer Spirits                           | スマートフォンゲーム『サッカースピリッツ』OPテーマ                           | AKINO with bless4                    |
| cross the line                           | テレビアニメ『終末のイゼッタ』OPテーマ                                       | AKINO with bless4                    |
| Irreplaceable                            | 中国フル3DCGアニメ『纳米核心 NANO CORE』第3期OPテーマ                        | AKINO with bless4                    |
| 月のもう半分                             | テレビアニメ『魔法使いの嫁』後期EDテーマ                                     | AIKI & AKINO from bless4             |
| What Am I Fighting For                   | スマートフォンゲーム『少女前線』2018年冬季イベント「特異点」テーマソング     | AKINO with bless4                    |
| What Am I Fighting For                   | ミニアニメ『どるふろ -癒し篇2-』特別EDテーマ                                 | AKINO with bless4                    |
| シラカバの光                             | スマートフォンゲーム『少女前線』2019年冬季イベント「異性体」EDテーマ         | AKINO with bless4                    |
| シラカバの光                             | ミニアニメ『どるふろ -癒し篇2-』特別EDテーマ                                 | AKINO with bless4                    |
| 月明かりのMonologue                      | テレビアニメ『八男って、それはないでしょう!』EDテーマ                        | AKINO arai × AKINO from bless4       |
| your ears, our years                     | ソロデビュー15周年記念テーマソング                                           | AKINO with bless4                    |
| The Real Heart                           | スマートフォンゲーム『アーテリーギア-機動戦姫-』OPテーマ                     |                                      |
| コペルニクス                             | 朗読劇×音楽ライブ『音読～オトヨミ～』コペルニクスの虚構EDテーマ              | カラフルパレット × AKINO from bless4 |
| Scream                                   | オンラインゲーム『ファイナルファンタジーXIV』万魔殿パンデモニウム：煉獄編BGM |                                      |
| Smile                                    | オンラインゲーム『ファイナルファンタジーXIV』黄金のレガシーEDテーマ          |                                      |
| 創聖のアクエリオン Myth of Emotions Ver. | テレビアニメ『想星のアクエリオン Myth of Emotions』OPテーマ                  | AKINO from bless4・福山芳樹          |
| 告白                                     | テレビアニメ『想星のアクエリオン Myth of Emotions』EDテーマ                  |                                      |

### ユニットメンバー
1. ↑  
アポロ（寺島拓篤）、シルヴィア（かかずゆみ）、麗花（小林沙苗）、AKINO from bless4
2. ↑  
AKINO from bless4、川田まみ、KISHOW（GRANRODEO）、喜多村英梨、栗林みな実、田村ゆかり、茅原実里、May'n